# A Dal (2016)
A Dal 2016 egy többrészes show-műsor volt, melynek keretén belül a nézők és a szakmai zsűri kiválasztotta, hogy ki képviselje Magyarországot a 2016-os Eurovíziós Dalfesztiválon. 2015. február 28-án este A Dal 2015 döntője utáni sajtótájékoztatón dr. Szabó László Zsolt, az MTVA vezérigazgatója jelentette be, hogy az ország részt kíván venni a soron következő dalversenyen és nyílt pályázatot írnak ki, akárcsak az előző négy évben. A vezérigazgató hozzátette, hogy egy jubileumi műsor lesz a 2016-os, mivel ötödik alkalommal fogják kiválasztani az ország dalát ennek a produkciónak a segítségével. Az MTVA és a Duna Média október 19-én tette közzé a pályázati feltételeket és a hivatalos versenyszabályzatot. A dalok leadásának határideje 2015. november 25-e volt.
A műsorfolyam során a szakmai zsűrit képviselte Frenreisz Károly, Pierrot, Zséda és Both Miklós. A Dal 2016 műsorvezetője Tatár Csilla és Harsányi Levente voltak. A verseny győztese Freddie lett, aki a Pioneer című számával képviselte Magyarországot a 2016-os Eurovíziós Dalfesztiválon.
A közmédia 2015-ös újrastrukturálása részeként A Dal című műsor is a nemzeti főadón, a Dunán folytatódott szombatonként. Az egyes adások 19:40-kor kezdődtek, és 21:50-ig tartottak. Másnap hajnalban és délelőtt a Duna World tűzte műsorra az ismétléseket, mely csatorna szombat esténként is párhuzamosan közvetítette élőben a versenyt a nemzeti főadóval. A dalválasztó show elő- és középdöntőit szombatonként a Dunán és a Duna World-ön együttesen alkalmanként 754 ezren nézték. A két csatornán összesen 919 549-en nézték végig a műsor döntőjét, ami minden ötödik akkor éppen tévénéző magyart jelentett. A döntő nemcsak a 2016-os széria legnézettebb epizódja volt, de a 2015-ös hat adást is megelőzte. A műsort a televíziós csatornákon túl az interneten is figyelemmel lehetett követni élőben. A Dal 2016 hivatalos honlapja, a mediaklikk.hu/adal oldal minden adást közvetített, míg a döntő az Eurovíziós Dalfesztivál nemzetközi honlapján is látható volt.
Freddie az Eurovíziós Dalfesztivál döntőjében 108 ponttal a tizenkilencedik helyet érte el. Az előadó a dalát először az első elődöntőben adta elő, ahonnan a tizennyolc résztvevő közül a negyedik helyen kvalifikálta magát a döntőbe.
A nemzetközi dalfesztivál győztese az Ukrajnát képviselő Jamala lett, aki 534 pontot összegyűjtve nyerte meg a döntőt. Az 1944 című dal a szakmai zsűrinél és a közönségnél is csak a második helyen végzett, de összesítésben megnyerte a versenyt.

## A helyszín

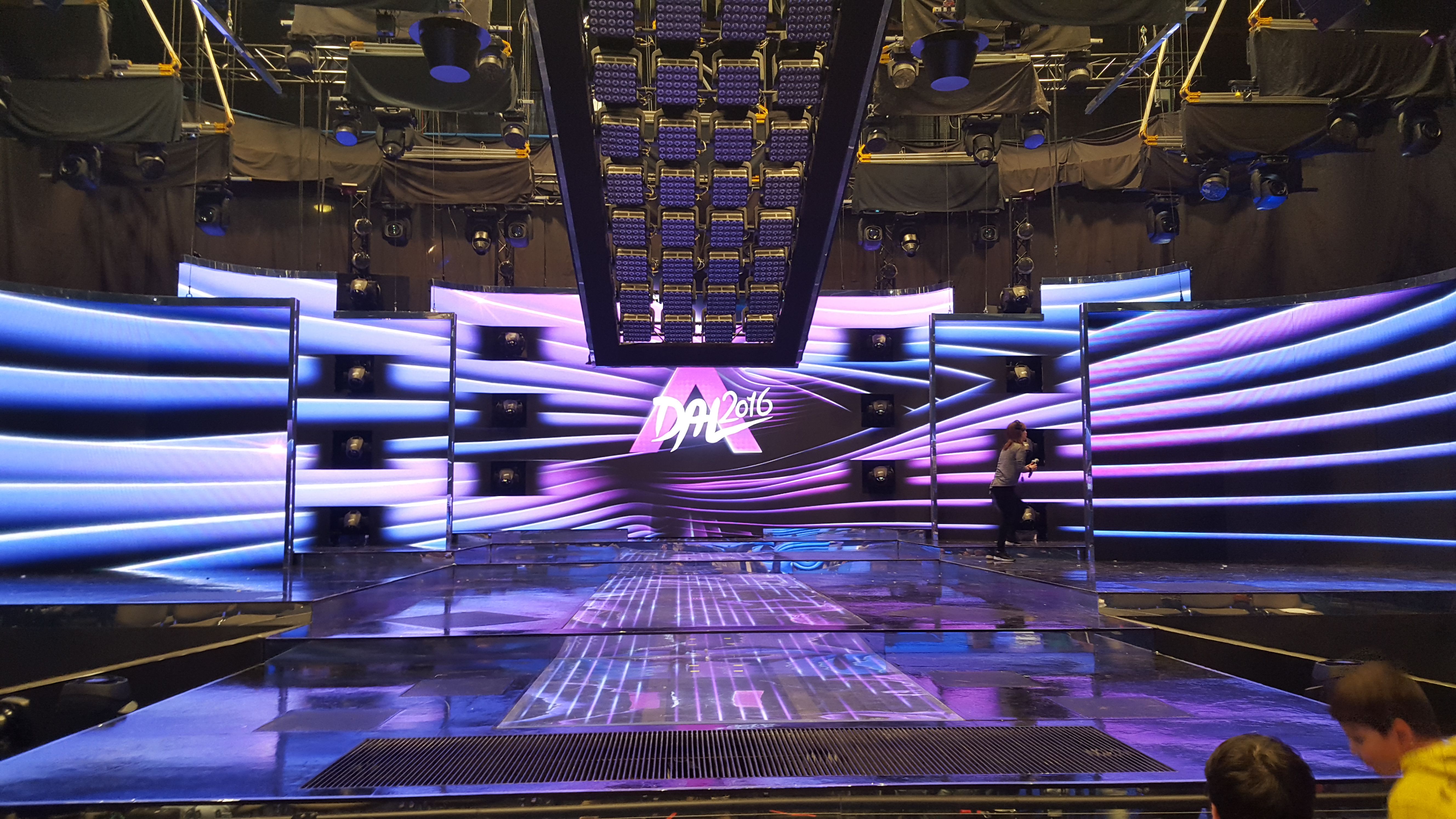
A Dal 2016 stúdiója az MTVA székházában

A műsort ötödik éve az MTVA Kunigunda útjai székházának 600 m²-es egyes stúdiójában készítették, Budapesten.

## A műsorvezetők és a zsűritagok
Az ötödik évadban a műsor házigazdája Tatár Csilla és Harsányi Levente lettek, akárcsak 2015-ben.
A szakmai zsűrit képviselte:
- Pierrot: EMeRTon-díjas zeneszerző, előadó, dalszövegíró és producer
- Zséda: többszörös Fonogram-, EMeRTon- és Artisjus-díjas énekesnő
- Frenreisz Károly: a Nagy Generáció kiemelkedő zenész-zeneszerzője, a Metro, az LGT és a Skorpió zenekar tagja
- Both Miklós: kétszeres Fonogram díjas előadóművész, zeneszerző

Az élő műsorban is részt vevő négy zsűritagon kívül további hat ember is részt vett a dalok előzsűrizésén 2015 decemberében. Ők a következők voltak: Balázs Fecó, Borcsik Attila Izil, Horváth Attila, Lakatos András, Milkovics Mátyás és Nyitrai Kata.
Az ezelőtti négy évben a zsűri elnöke volt Rákay Philip, aki nem vett részt a műsor következő évadában, mint ahogy Csiszár Jenő és Rúzsa Magdi sem teljesítette tovább ezt a feladatot. Előbbi 2012-től, utóbbi 2013-tól volt tagja a zsűrinek.

## A résztvevők
Az MTVA 2015. december 15-én jelentette be az élő műsorsorozatba jutottak névsorát egy sajtótájékoztató során, melyet az A38 Hajón tartottak. Az eseményről a közmédia M1 aktuális csatornája élőben számolt be a 14 órai Híradó után a Ma délután című műsorblokkban.
2016. január 5-én mutatták be a 30 részt vevő dalt teljes egészében a verseny hivatalos honlapján.
| Előadó                                   | Dal                       | Zene / Szöveg                                                                                                   |
| ---------------------------------------- | ------------------------- | --- |
| Nika                                     | Beautiful Love – Emlékkép | Szabó Zé / Csarnai Borbála – Szabó Zé / Molnár Tamás                                                            |
| Patai Anna                               | Colors                    | Szűcs Norbert / Linka Péter                                                                                     |
| Horányi Juli                             | Come Along                | Horányi Júlia, Harmath Szabolcs / Horányi Júlia                                                                 |
| Passed                                   | Driftin’                  | Szabó Levente, Nizalowski Dorottya, Nizalowski Fanni, Farkas Bálint Áron / Nizalowski Dorottya                  |
| Tolvai Reni                              | Fire                      | Tolvai Reni, Szepesi Zsolt / Todd Williams                                                                      |
| C.E.T.                                   | Free                      | Molnár Balázs, Novák Péter / Király Martina, Novák Péter                                                        |
| ByTheWay                                 | Free to Fly               | Szűcs Norbert, Vavra Bence, Szikszai Péter, Feng Ya Ou Ferenc, / Vavra Bence, Szikszai Péter, Feng Ya Ou Ferenc |
| Oláh Gergő                               | Győz a jó                 | Lotfi Begi, Oláh Gergő, Szepesi Zsolt / Molnár Tamás                                                            |
| Karmapolis és Szécsi Böbe                | Hold On To                | Kenyeres András, Szécsi Böbe, Szipszer Szabolcs, Lipi Gábor / Kenyeres András                                   |
| Agárdi Szilvia                           | It Is Love                | Rakonczai Viktor / Tamara Olorga                                                                                |
| Singh Viki                               | Katonák                   | Fitos Viktor / Valla Attila                                                                                     |
| Egy Másik Zenekar                        | Kéne közös kép            | Bartalos Jenő, Takács Zoltán Jappán / Bartalos Jenő                                                             |
| Maszkura és a tücsökraj + Siska Finuccsi | Kinek sírjam              | Biró Szabolcs, Boros Gábor, Földesi Attila, Kertész Csaba, Vadász Gyula, Losonczi Szilveszter                   |
| Benji                                    | Kötéltánc                 | Kolosai Ferenc Vilmos, Máté Gyárfás / Hujber Szabolcs, Máté Gyárfás                                             |
| Gáspár Laci                              | Love and Bass             | Gáspár Laci, Ferencz Péter, Tóth Marcell / Orbán Tamás                                                          |
| Ív                                       | Love Kills Me             | Tóth Lóránt |
| Parno Graszt                             | Már nem szédülök          | Oláh József |
| Mohamed Fatima                           | Ott leszek                | Burai Krisztián, Mohamed Fatima / Kotsy Krisztina                                                               |
| Freddie                                  | Pioneer                   | Szabó Zé / Csarnai Borbála                                                                                      |
| Török Jázmin                             | Power of Love             | Török Jázmin |
| Misztrál                                 | Reggeli reggae            | Heiczinger Miklós / Nacsinák Gergely András                                                                     |
| Berkes Olivér és Tóth Andi               | Seven Seas                | Kovacsics Ádám, Johnny K. Palmer / Johnny K. Palmer                                                             |
| Veres-Kovács Petra                       | Singing Peace             | Subecz Tamás / Veres-Kovács Petra                                                                               |
| Gájer Bálint                             | Speed Bump                | Éliás Gyula / Johnny K. Palmer                                                                                  |
| Odett                                    | Stardust                  | Polgár Péter / Polgár Odett                                                                                     |
| Group’n’Swing                            | Szeretni fáj              | Romhányi Áron / Orbán Tamás                                                                                     |
| Petruska                                 | Trouble in My Mind        | Petruska András                                                                                                 |
| Mushu                                    | Uncle Tom                 | Palmer Izsák, Kozák Örs, Kert Antal / Palmer Izsák                                                              |
| Kállay Saunders Band                     | Who We Are                | Kállay-Saunders András, Pacsai Márk, Tóth Ádám / Kállay-Saunders András                                         |
| Vásáry André                             | Why                       | Harmath Szabolcs / Johnny K. Palmer                                                                             |
| B the First                              | You Told Me You Loved Me  | Pély Barna / Garai Máté, Garai Gergő                                                                            |

A táblázat a dalok címe szerint ábécésorrendbe van rendezve.
- Berkes Olivér eredetileg szóló előadóként jelentkezett A Dalba Seven Seas című dalával. Amikor véglegesítették a produkciót rájöttek, hogy az hatásosabb lehet duettben. Mivel már kifutottak az időből, így nem tudták leadni ezt a változatot. Az MTVA hozzájárult a változtatáshoz, hiszen ez a dalok versenye, így a produkciót Tóth Andival közösen adta elő.[9]
- A Reggeli reggae című dalt kizárták a versenyből 2015. december 29-én, mivel korábban bemutatták, mint 2015. szeptember 1-je. A megüresedett helyet a Katonák című dal vette át, melyet Singh Viki adott elő.[10]

## A versenyszabályok változása

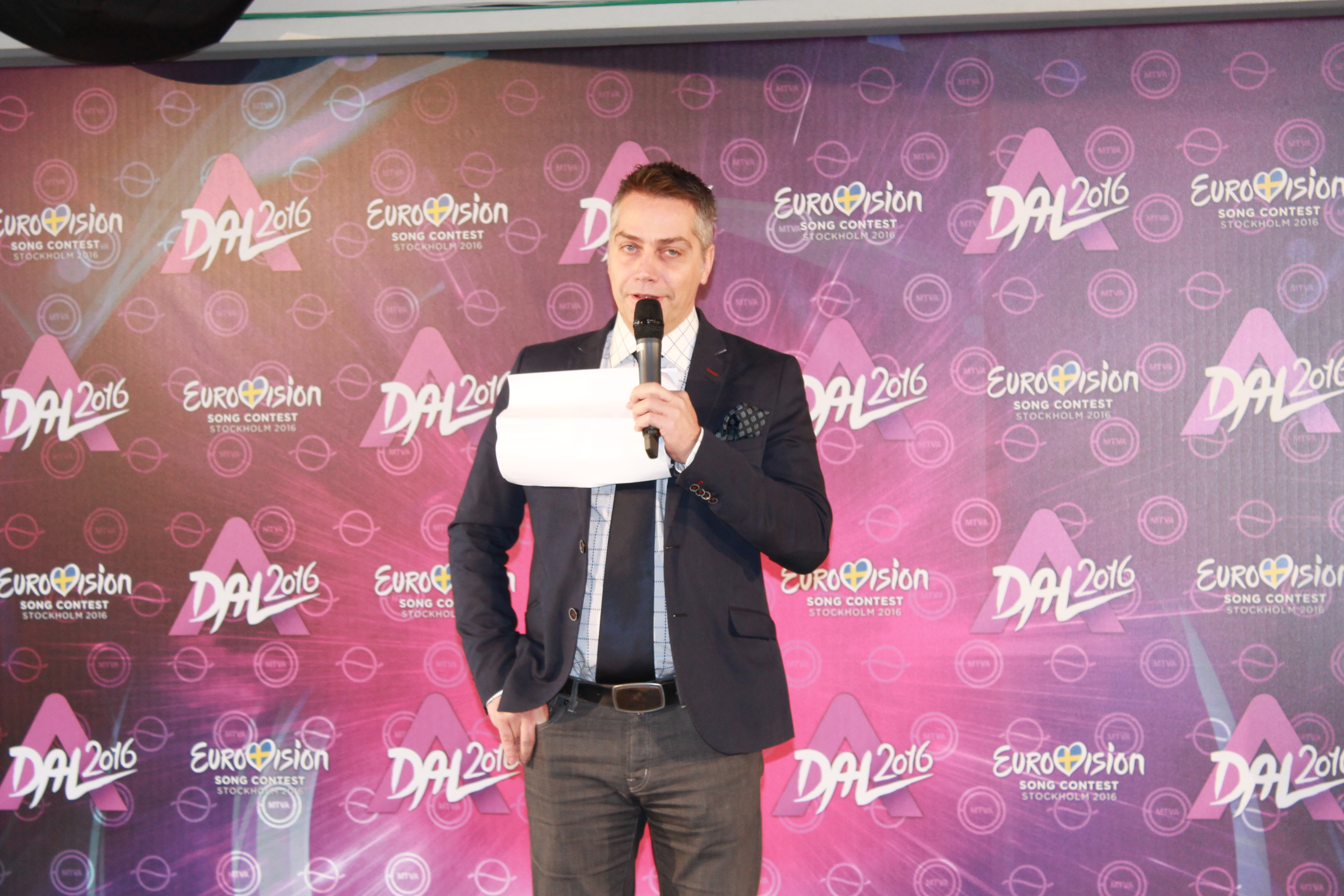
A Dal 2016 egyik műsorvezetője: Harsányi Levente

A Médiaszolgáltatás-támogató és Vagyonkezelő Alap 2015. október 19-én hozta nyilvánosságra a pályázati feltételeket. Nagyobb változtatás az előző évadhoz képest nem történt. Már 2015-ben is csak olyan előadók jelentkezését várták, akiknek már elindult a zenei karrierje, jelent meg legalább egy dala, országosan játszott felvétele, és olyan új dallal tudnak pályázni, amelyik méltó akár a nemzetközi megmérettetésre is. Ezen a szabályon 2016-ra sem változtattak.
Új elemként bevezették A Dal felfedezettje, illetve A legjobb dalszöveg díját. Az előbbiről a tévés zsűri, míg az utóbbiról a közönség és a zsűri döntött közösen. Továbbá a jelölt pályaművekből bárki készíthetett remixet és pályázhatott A legjobb remix változat címre, amelyet a Petőfi Rádió szakmai zsűrije bírált el.
A 2016-os szériában már teljesen ingyenes lett a szavazás az A Dal applikáción keresztül, és Magyarországon elsőként, az adás ideje alatt a nézők A Dal 2016 honlapján is voksolhattak kedvenc előadójukra. Mindezek mellett a hagyományos, alapdíjas SMS-szavazás is megmaradt.
Újdonság volt továbbá, hogy a Budapesti Operettszínház zenészeiből alakult kamarazenekar nyitotta az egyes adásokat.

## A verseny

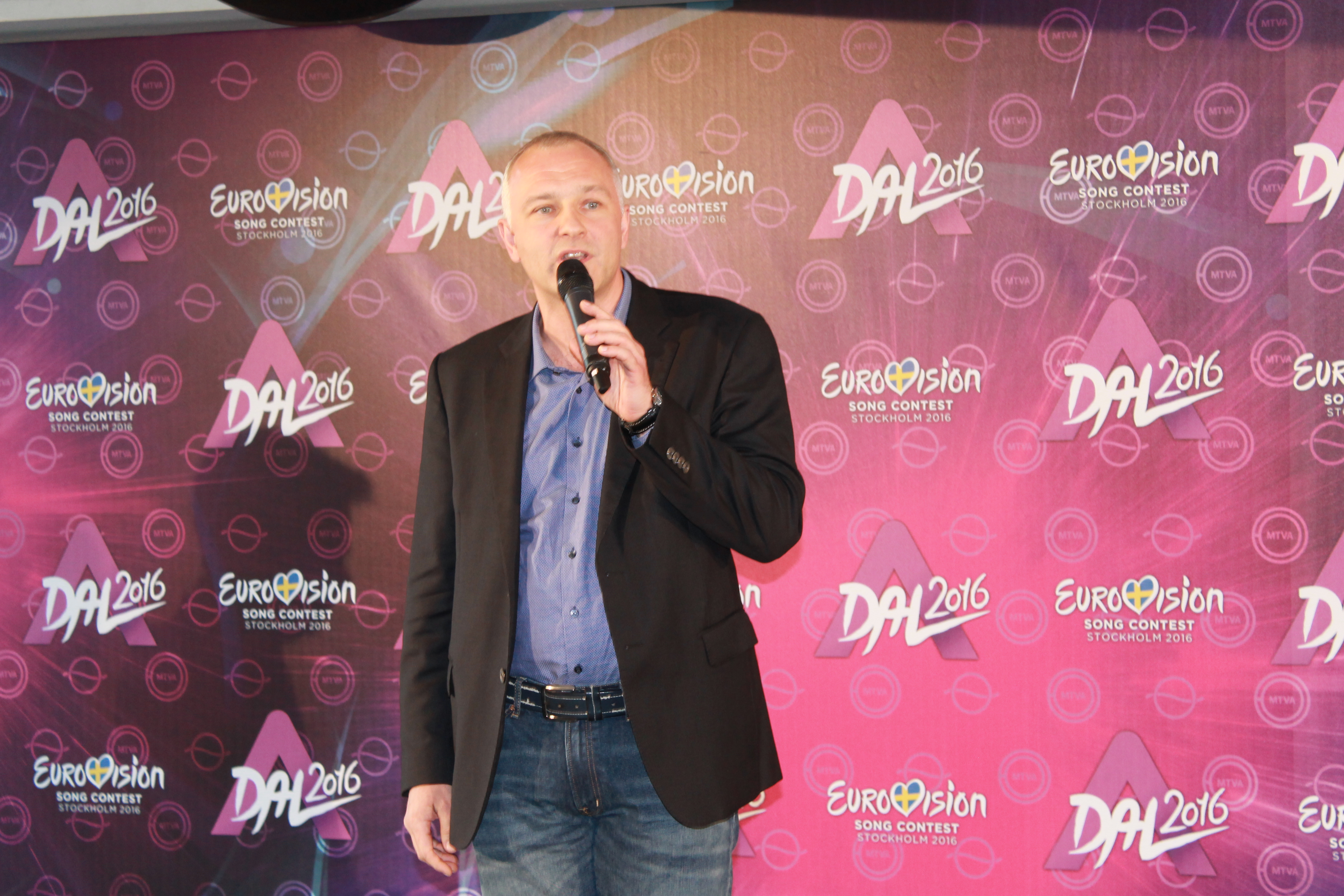
Medveczky Balázs, a Duna Média igazgatója A Dal 2016 első sajtótájékoztatóján

A beérkezett 372 dal közül egy tíz tagú előzsűri választotta ki a magyar válogató résztvevőit. 2015. december 15-én ismertették a közönséggel, hogy melyik az a harminc dal, amelyik bejutott az élő műsorba. A magyar nyelvű dalszövegek mellett angolul, valamint a Magyarország területén élő kisebbségek nyelvén írt pályaműveket várt a zsűri, azonban minden dalhoz csatolni kellett egy magyar nyelvű szöveget vagy fordítást is. Így összesen tizenöt különböző nyelven is megszólalhattak volna a műsor dalai, melyek az alábbiak: angol, bolgár, cigány, görög, horvát, lengyel, magyar, német, örmény, román, ruszin, szerb, szlovák, szlovén és ukrán. Habár angol és magyar nyelvű dalokon kívül nem válogattak a legjobb harmincba más nyelven íródott szerzeményeket ezúttal sem. A nemzeti döntő zsűrije ismét négyfős lett, és a tagjai Zséda, Pierrot, Frenreisz Károly és Both Miklós. Az első elődöntőre 2016. január 23-án került sor, a döntő pedig 2016. február 27-én került képernyőre.
Januárban és februárban összesen hat show-műsort adtak le. A műsorok során a szakmai zsűri, illetve a közönség szavazata döntött arról, hogy ki képviselje Magyarországot Svédország fővárosában, Stockholmban. Az előző három évadhoz hasonlóan ismét háromfordulós lett a nemzeti válogató. Ebben az évadban megújult díszlet, látvány és világítással készültek a szervezők. A Dal 2016-ban alkalmaztak először olyan vezérlést a köztévében, amely a dalokra előre megírva tartotta szinkronban a látványelemeket, a közel 120 mozgófejes lámpát és speciális effekteket. Külön érdekesség, hogy a backstage ezúttal a stúdiótéren kapott helyet.
2015. december 30-án az M2 Petőfi Én vagyok itt! című műsora speciális Dalos kiadással jelentkezett, melyben a harminc elődöntőssel készített interjún felül meghívott vendégekkel beszélgettek a műsorvezetők, Fodor Imre, Rókusfalvy Lili, Rátonyi Krisztina és Forró Bence. A közmédia M1 aktuális csatornája, az M2 Petőfi, és a Petőfi Rádió napi szinten beszámolt a műsorral kapcsolatos legfrissebb hírekről.
2016 januárjától az M2 Petőfi Én vagyok itt! című műsora minden hétköznap és szombat este élő portrébeszélgetést mutatott be A Dal elődöntőseivel.
Harmadszor indult el az online akusztik szavazás, ahol a dalok akusztikus verzióira lehetett szavazni a mediaklikk.hu/adal hivatalos honlapon. A győztes dal MR2 akusztik koncertlehetőséget nyert az MTVA felajánlásában.
Az Eurovíziós Dalfesztivált megelőzően 2016. május 6-án este az Dunán rendhagyó résszel jelentkezett a Maradj talpon! című műveltségi vetélkedő, melynek játékosai A Dal 2016 fellépői voltak; úgy mint: Nika, Petruska, Nizalowski Dorottya és Nizalowski Fanni, Péterffy Lili, Vásáry André, Oláh Gergő, Kenyeres András, Tóth Ádám, Benji és Szikszai Péter.

## Élő adások

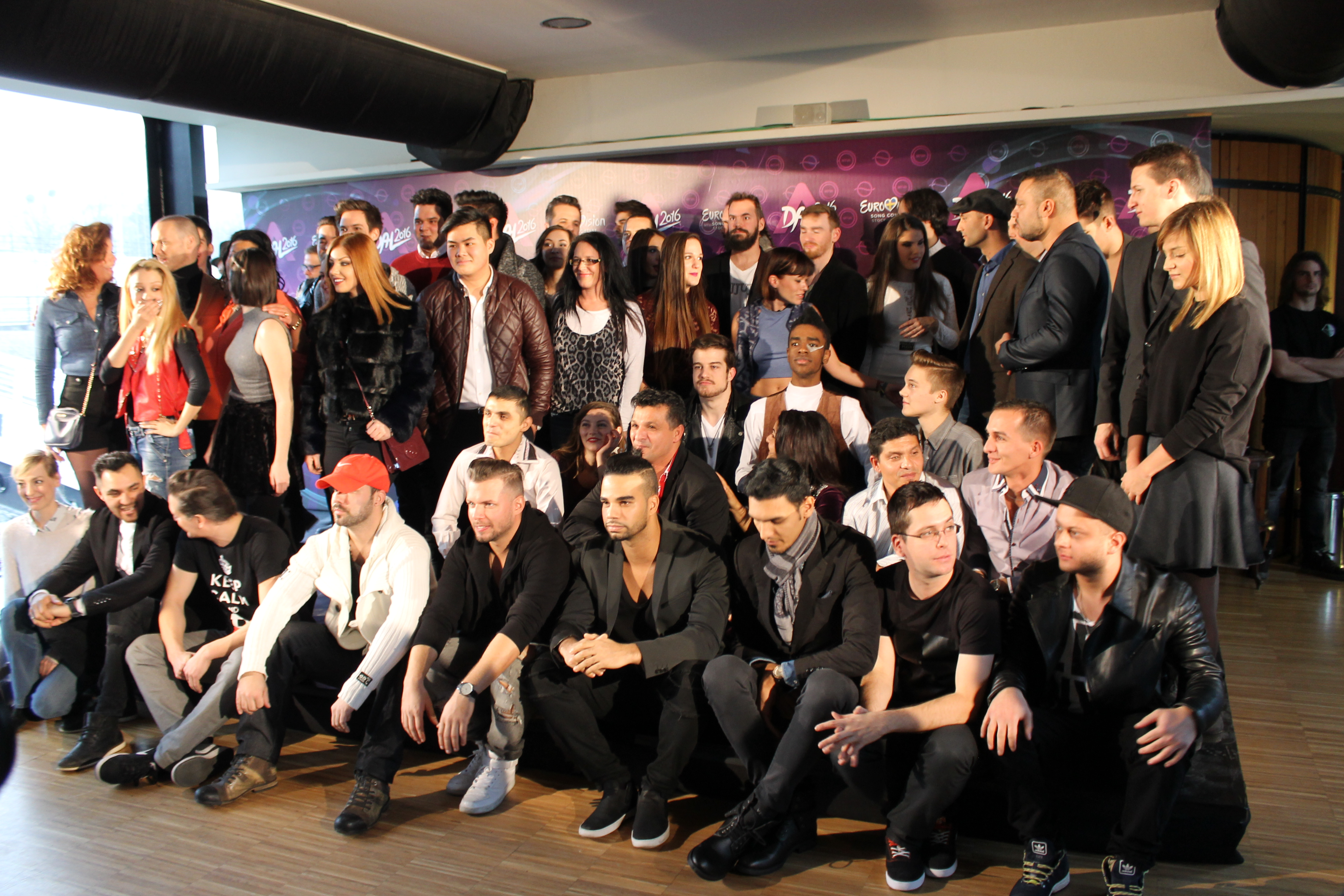
Az elődöntőkbe jutott legjobb 30 előadó és együttes a műsor első sajtótájékoztatóján

Az élő műsorsorozatban harminc dal vetélkedett az Eurovíziós Dalfesztiválra való kijutásért. A sorozat háromfordulós, 6 élő adásból állt: 3 elődöntő, 2 középdöntő és a döntő.
Minden élő műsorban a négytagú zsűri közvetlenül a produkciók elhangzása után pontozta az egyes dalokat 1-től 10-ig. A versenydalok sugárzása alatt a nézők ötödik zsűritagként 1-től 10-ig pontszámot küldhettek az adott produkcióra A Dal 2016 applikációján vagy a műsor weboldalán keresztül, illetve hagyományos szöveges üzenetben (SMS) is. Egy regisztrációval illetve egy telefonszámról minden dalra lehetett pontszámot küldeni, de egy adott produkciót csak egyszer lehetett pontozni. Érvényes pontozásnak kizárólag az adott dal elhangzása alatt beérkező pontszám számított. A további pontszámokat a rendszer fogadta ugyan, de érvénytelennek tekintette. A nézői pontszámok átlagát kerekítve hozzáadták a versenydal pontszámaihoz, így alakult ki produkció végleges pontszáma. A kialakult sorrend alapján mind a három elődöntőből 5 dal automatikusan a középdöntőbe került. Ha a pontozás során holtverseny alakult ki, a zsűri egyszerű szótöbbséggel döntött a továbbjutó dal(ok)ról.
Az elő- és középdöntőkben a pontszámok alapján nem továbbjutó versenydalokra, – elődöntőnként 5, a középdöntőnként 6 produkcióra a korábban említett három módon lehetett szavazatot küldeni. Az SMS-ben, a weboldalon vagy az applikáción keresztül zajló szavazás csak az összes dal elhangzása után indult el minden élő adásban. A pontszámok alapján nem továbbjutó produkciók közül az az 1 dal jutott tovább, amelyik a legtöbb SMS-ben, a weboldalon és az applikáción keresztül küldött szavazatot kapta a nézőktől.
A műsort élőben feliratozták.

### Elődöntők
Az MTVA a három elődöntőt 2016. január 23-án, január 30-án és február 6-án tartotta. A négytagú zsűri közvetlenül a dalok elhangzása után pontozta az egyes dalokat 1-től 10-ig. A versenydalok sugárzása alatt ötödik zsűritagként a nézők 1-től 10-ig pontszámot küldhettek az adott produkcióra A Dal 2016 applikációján keresztül, a műsor hivatalos honlapján vagy SMS-ben. A nézői pontszámok átlagát kerekítve hozzáadták a versenydal pontszámaihoz, így alakult ki a végleges pontszám. A kialakult sorrend alapján az első öt dal automatikusan a középdöntőbe került. A pontszámok alapján nem továbbjutó öt produkció közül az a további egy dal jutott tovább a középdöntőkbe, amelyik a legtöbb szavazatot kapta a nézőktől. A műsort élőben közvetítette a Duna és a Duna World, illetve interneten a mediaklikk.hu/adal. Az elődöntők után 21:50-től az M2 Petőfin a Dal Afterben a műsorvezetők meghívott vendégekkel beszélgettek a műsorról, míg Rátonyi Kriszta élőben jelentkezett az MTVA székházból a továbbjutók és a zsűritagok interjúival.

#### Első elődöntő
A pontozás során holtverseny alakult ki, így a zsűri egyszerű szótöbbséggel döntött a továbbjutó dalokról – jelenesetben Tolvai Reni és Török Jázmin közül az előbbi jutott tovább. A versenyprodukciók mellett extra fellépő volt Király Viktor, aki legnépszerűbb dalainak egyvelegét adta elő.
| Első elődöntő – 2016. január 23. | Első elődöntő – 2016. január 23. | Első elődöntő – 2016. január 23.                                            | Első elődöntő – 2016. január 23. | Első elődöntő – 2016. január 23. | Első elődöntő – 2016. január 23. | Első elődöntő – 2016. január 23. | Első elődöntő – 2016. január 23. | Első elődöntő – 2016. január 23. | Első elődöntő – 2016. január 23. |
| #                                | Előadó                           | Dal (zene / szöveg)                                                         | Pontozás                         | Pontozás                         | Pontozás                         | Pontozás                         | Pontozás                         | Pontozás                         | Eredmény                         |
| #                                | Előadó                           | Dal (zene / szöveg)                                                         | Pierrot                          | Zséda                            | Frenreisz Károly                 | Both Miklós                      | Nézők                            | Σ                                | Eredmény                         |
| -------------------------------- | -------------------------------- | --------------------------------------------------------------------------- | -------------------------------- | -------------------------------- | -------------------------------- | -------------------------------- | -------------------------------- | -------------------------------- | -------------------------------- |
| 01                               | Odett                            | Stardust (Polgár Péter / Polgár Odett)                                      | 7                                | 8                                | 6                                | 8                                | 5                                | 34                               | Kiesett                          |
| 02                               | Mohamed Fatima                   | Ott leszek (Burai Krisztián, Mohamed Fatima / Kotsy Krisztina)              | 6                                | 7                                | 6                                | 6                                | 5                                | 30                               | Kiesett                          |
| 03                               | ByTheWay                         | Free to Fly (Vavra Bence, Szikszai Péter, Feng Ya Ou Ferenc, Szűcs Norbert) | 6                                | 8                                | 7                                | 5                                | 5                                | 31                               | Továbbjutott                     |
| 04                               | Mushu                            | Uncle Tom (Palmer Izsák, Kozák Örs, Kert Antal / Palmer Izsák)              | 7                                | 8                                | 7                                | 8                                | 6                                | 36                               | Továbbjutott                     |
| 05                               | Török Jázmin                     | Power of Love (Török Jázmin)                                                | 8                                | 8                                | 7                                | 7                                | 5                                | 35                               | Kiesett                          |
| 06                               | Benji                            | Kötéltánc (Pál Benjámin / Hujber Szabolcs, Máté Gyárfás)                    | 7                                | 9                                | 8                                | 9                                | 6                                | 39                               | Továbbjutott                     |
| 07                               | Egy Másik Zenekar                | Kéne közös kép (Bartalos Jenő, Takács Zoltán Jappán / Bartalos Jenő)        | 4                                | 10                               | 7                                | 9                                | 6                                | 36                               | Továbbjutott                     |
| 08                               | Veres-Kovács Petra               | Singing Peace (Subecz Tamás / Veres-Kovács Petra)                           | 5                                | 7                                | 6                                | 7                                | 7                                | 32                               | Kiesett                          |
| 09                               | Freddie                          | Pioneer (Szabó Zé / Csarnai Borbála)                                        | 9                                | 9                                | 9                                | 7                                | 8                                | 42                               | Továbbjutott                     |
| 10                               | Tolvai Reni                      | Fire (Tolvai Reni, Szepesi Zsolt / Todd Williams)                           | 5                                | 10                               | 7                                | 7                                | 6                                | 35                               | Továbbjutott                     |

#### Második elődöntő
A versenyprodukciók mellett extra fellépő volt az Ocho Macho, akik Denizzel együtt a Teccik című dalt adták elő.
| Második elődöntő – 2016. január 30. | Második elődöntő – 2016. január 30.      | Második elődöntő – 2016. január 30.                                                                          | Második elődöntő – 2016. január 30. | Második elődöntő – 2016. január 30. | Második elődöntő – 2016. január 30. | Második elődöntő – 2016. január 30. | Második elődöntő – 2016. január 30. | Második elődöntő – 2016. január 30. | Második elődöntő – 2016. január 30. |
| #                                   | Előadó                                   | Dal (zene / szöveg)                                                                                          | Pontozás                            | Pontozás                            | Pontozás                            | Pontozás                            | Pontozás                            | Pontozás                            | Eredmény                            |
| #                                   | Előadó                                   | Dal (zene / szöveg)                                                                                          | Pierrot                             | Zséda                               | Frenreisz Károly                    | Both Miklós                         | Nézők                               | Σ                                   | Eredmény                            |
| ----------------------------------- | ---------------------------------------- | --- | ----------------------------------- | ----------------------------------- | ----------------------------------- | ----------------------------------- | ----------------------------------- | ----------------------------------- | ----------------------------------- |
| 01                                  | Passed                                   | Driftin’ (Szabó Levente, Nizalowski Dorottya, Nizalowski Fanni, Farkas Bálint Áron / Nizalowski Dorottya)    | 8                                   | 7                                   | 7                                   | 7                                   | 5                                   | 34                                  | Továbbjutott                        |
| 02                                  | Group’n’Swing                            | Szeretni fáj (Romhányi Áron / Orbán Tamás)                                                                   | 5                                   | 8                                   | 6                                   | 7                                   | 5                                   | 31                                  | Kiesett                             |
| 03                                  | Patai Anna                               | Colors (Szűcs Norbert, Linka Péter)                                                                          | 6                                   | 8                                   | 7                                   | 6                                   | 5                                   | 32                                  | Kiesett                             |
| 04                                  | Maszkura és a tücsökraj + Siska Finuccsi | Kinek sírjam (Biró Szabolcs, Boros Gábor, Földesi Attila, Kertész Csaba, Vadász Gyula, Losonczi Szilveszter) | 5                                   | 8                                   | 6                                   | 9                                   | 4                                   | 32                                  | Kiesett                             |
| 05                                  | C.E.T. – Kabai Alex                      | Free (Molnár Balázs, Novák Péter / Király Martina, Novák Péter)                                              | 5                                   | 6                                   | 6                                   | 5                                   | 5                                   | 27                                  | Kiesett                             |
| 06                                  | Oláh Gergő                               | Győz a jó (Lotfi Begi, Oláh Gergő, Szepesi Zsolt / Molnár Tamás)                                             | 7                                   | 10                                  | 8                                   | 8                                   | 6                                   | 39                                  | Továbbjutott                        |
| 07                                  | Gáspár Laci                              | Love and Bass (Gáspár Laci, Ferencz Péter, Tóth Marcell / Orbán Tamás)                                       | 7                                   | 9                                   | 8                                   | 7                                   | 6                                   | 37                                  | Továbbjutott                        |
| 08                                  | Vásáry André                             | Why (Harmath Szabolcs / Johnny K. Palmer)                                                                    | 9                                   | 9                                   | 8                                   | 7                                   | 6                                   | 39                                  | Továbbjutott                        |
| 09                                  | Karmapolis és Szécsi Böbe                | Hold On To (Kenyeres András, Szécsi Böbe, Szipszer Szabolcs, Lipi Gábor / Kenyeres András)                   | 8                                   | 8                                   | 6                                   | 8                                   | 6                                   | 36                                  | Továbbjutott                        |
| 10                                  | Kállay Saunders Band                     | Who We Are (Kállay-Saunders András, Pacsai Márk, Tóth Ádám / Kállay-Saunders András)                         | 8                                   | 9                                   | 9                                   | 7                                   | 8                                   | 41                                  | Továbbjutott                        |

#### Harmadik elődöntő
A pontozás során holtverseny alakult ki, így a zsűri egyszerű szótöbbséggel döntött a továbbjutó dalokról – jelenesetben Veres Mónika Nika, Singh Viki illetve Berkes Olivér és Tóth Andi közül Nika jutott tovább. A versenyprodukciók mellett extra fellépő volt a ByeAlex és a Slepp, akik a Még mindig... című dalt adták elő.
Tóth Andi a műsor végén az izgalom és a feszültség hatására a színpadon rosszul lett. A helyszínen tartózkodó orvos azonnal ellátta, állapota stabilizálódott.
| Harmadik elődöntő – 2016. február 6. | Harmadik elődöntő – 2016. február 6. | Harmadik elődöntő – 2016. február 6.                                 | Harmadik elődöntő – 2016. február 6. | Harmadik elődöntő – 2016. február 6. | Harmadik elődöntő – 2016. február 6. | Harmadik elődöntő – 2016. február 6. | Harmadik elődöntő – 2016. február 6. | Harmadik elődöntő – 2016. február 6. | Harmadik elődöntő – 2016. február 6. |
| #                                    | Előadó                               | Dal (zene / szöveg)                                                  | Pontozás                             | Pontozás                             | Pontozás                             | Pontozás                             | Pontozás                             | Pontozás                             | Eredmény                             |
| #                                    | Előadó                               | Dal (zene / szöveg)                                                  | Pierrot                              | Zséda                                | Frenreisz Károly                     | Both Miklós                          | Nézők                                | Σ                                    | Eredmény                             |
| ------------------------------------ | ------------------------------------ | -------------------------------------------------------------------- | ------------------------------------ | ------------------------------------ | ------------------------------------ | ------------------------------------ | ------------------------------------ | ------------------------------------ | ------------------------------------ |
| 01                                   | Veres Mónika Nika                    | Emlékkép (Szabó Zé / Molnár Tamás)                                   | 6                                    | 9                                    | 7                                    | 7                                    | 5                                    | 34                                   | Továbbjutott                         |
| 02                                   | B the First                          | You Told Me That You Loved Me (Pély Barna / Garai Máté, Garai Gergő) | 7                                    | 9                                    | 7                                    | 8                                    | 5                                    | 36                                   | Továbbjutott                         |
| 03                                   | Ív                                   | Love Kills Me (Tóth Lóránt)                                          | 8                                    | 7                                    | 7                                    | 6                                    | 5                                    | 33                                   | Kiesett                              |
| 04                                   | Gájer Bálint                         | Speed Bump (Éliás Gyula / Johnny K. Palmer)                          | 6                                    | 7                                    | 7                                    | 6                                    | 7                                    | 33                                   | Kiesett                              |
| 05                                   | Parno Graszt                         | Már nem szédülök (Oláh József)                                       | 7                                    | 9                                    | 8                                    | 9                                    | 5                                    | 38                                   | Továbbjutott                         |
| 06                                   | Singh Viki                           | Katonák (Fitos Viktor / Valla Attila)                                | 5                                    | 8                                    | 7                                    | 8                                    | 6                                    | 34                                   | Kiesett                              |
| 07                                   | Horányi Juli                         | Come Along (Horányi Júlia, Harmath Szabolcs / Horányi Júlia)         | 5                                    | 7                                    | 7                                    | 6                                    | 6                                    | 31                                   | Kiesett                              |
| 08                                   | Petruska                             | Trouble in My Mind (Petruska András)                                 | 9                                    | 9                                    | 8                                    | 9                                    | 7                                    | 42                                   | Továbbjutott                         |
| 09                                   | Berkes Olivér & Tóth Andi            | Seven Seas (Kovacsics Ádám, Johnny K. Palmer / Johnny K. Palmer)     | 5                                    | 7                                    | 9                                    | 6                                    | 7                                    | 34                                   | Továbbjutott                         |
| 10                                   | Agárdi Szilvia                       | It Is Love (Rakonczai Viktor / Tamara Olorga)                        | 8                                    | 9                                    | 8                                    | 8                                    | 7                                    | 40                                   | Továbbjutott                         |

### Középdöntők

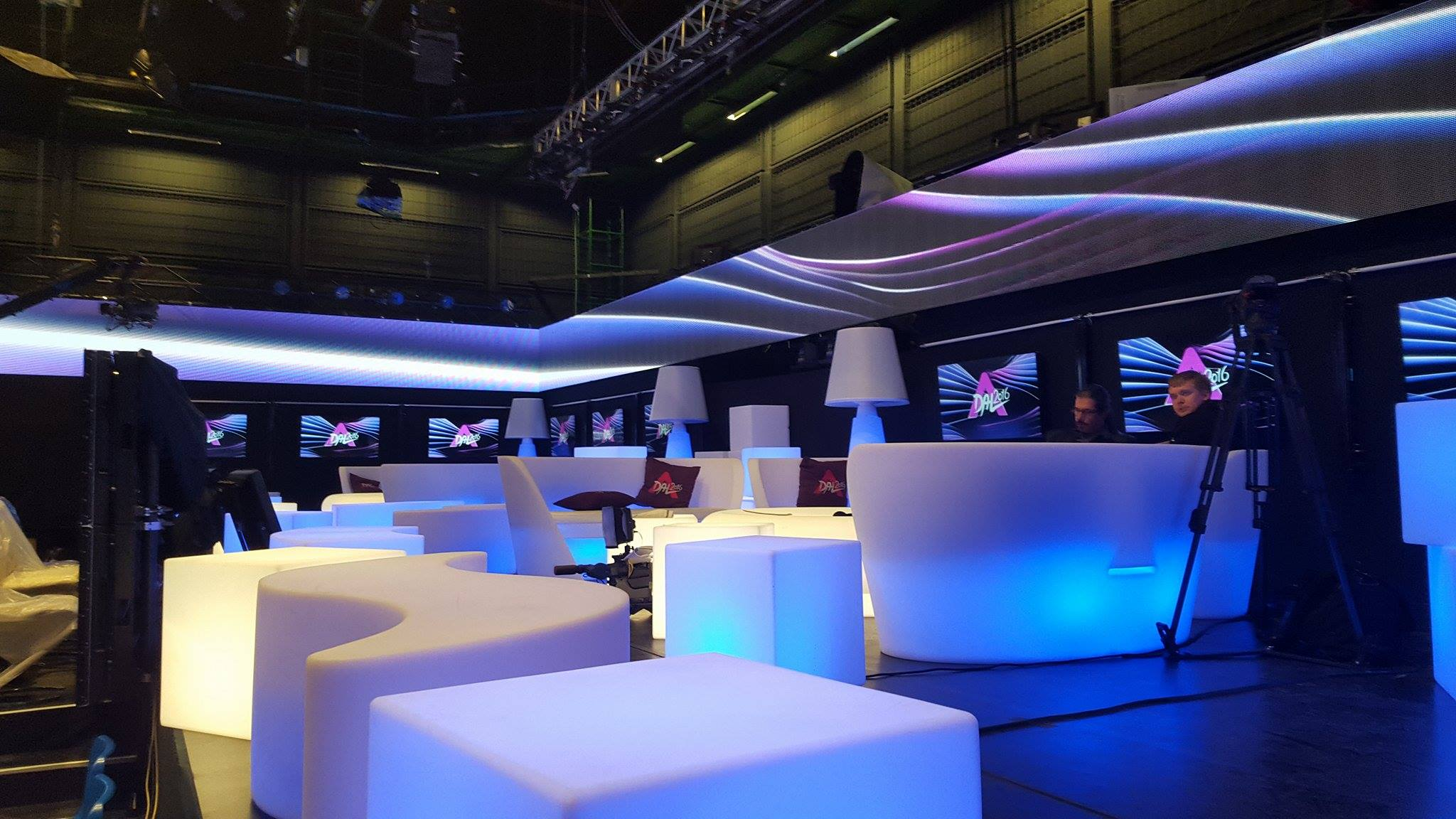
A Dal 2016 páholya az MTVA székházában

Az MTVA a két középdöntőt 2016. február 13-án és február 20-án tartotta. A négytagú zsűri közvetlenül a dalok elhangzása után pontozta az egyes dalokat 1-től 10-ig. A versenydalok sugárzása alatt ötödik zsűritagként a nézők 1-től 10-ig pontszámot küldhettek az adott produkcióra A Dal 2016 applikációján keresztül, a műsor hivatalos honlapján vagy SMS-ben. A nézői pontszámok átlagát kerekítve hozzáadták a versenydal pontszámaihoz, így alakult ki a végleges pontszám. A kialakult sorrend alapján az első három-három dal automatikusan a döntőbe került. A pontszámok alapján nem továbbjutó hat produkció közül az a további egy-egy dal jutott tovább a döntőbe, amelyik a legtöbb szavazatot kapta a nézőktől. A műsort élőben közvetítette a Duna és a Duna World, illetve interneten a mediaklikk.hu/adal. A középdöntők után 21:50-től az M2 Petőfin a Dal Afterben a műsorvezetők meghívott vendégekkel beszélgettek a műsorról, míg Rátonyi Kriszta élőben jelentkezett az MTVA székházból a továbbjutók és a zsűritagok interjúival.

#### Első középdöntő
Az első középdöntőben osztotta ki a zsűri A Dal felfedezettje díjat, melyet Petruskának ítéltek oda. A versenyprodukciók mellett extra fellépő volt Mező Misi és a Második Műszak zenekar, akik legújabb dalukat, az Emlékszem nyár voltot adták elő.
| Első középdöntő – 2016. február 13. | Első középdöntő – 2016. február 13. | Első középdöntő – 2016. február 13.                                                        | Első középdöntő – 2016. február 13. | Első középdöntő – 2016. február 13. | Első középdöntő – 2016. február 13. | Első középdöntő – 2016. február 13. | Első középdöntő – 2016. február 13. | Első középdöntő – 2016. február 13. | Első középdöntő – 2016. február 13. |
| #                                   | Előadó                              | Dal (zene / szöveg)                                                                        | Pontozás                            | Pontozás                            | Pontozás                            | Pontozás                            | Pontozás                            | Pontozás                            | Eredmény                            |
| #                                   | Előadó                              | Dal (zene / szöveg)                                                                        | Pierrot                             | Zséda                               | Frenreisz Károly                    | Both Miklós                         | Nézők                               | Σ                                   | Eredmény                            |
| ----------------------------------- | ----------------------------------- | ------------------------------------------------------------------------------------------ | ----------------------------------- | ----------------------------------- | ----------------------------------- | ----------------------------------- | ----------------------------------- | ----------------------------------- | ----------------------------------- |
| 01                                  | Tolvai Reni                         | Fire (Tolvai Reni, Szepesi Zsolt / Todd Williams)                                          | 5                                   | 9                                   | 7                                   | 7                                   | 5                                   | 33                                  | Kiesett                             |
| 02                                  | Petruska                            | Trouble in My Mind (Petruska András)                                                       | 9                                   | 9                                   | 9                                   | 9                                   | 7                                   | 43                                  | Továbbjutott                        |
| 03                                  | Agárdi Szilvia                      | It Is Love (Rakonczai Viktor / Tamara Olorga)                                              | 8                                   | 8                                   | 8                                   | 8                                   | 7                                   | 39                                  | Kiesett                             |
| 04                                  | B the First                         | You Told Me That You Loved Me (Pély Barna / Garai Máté, Garai Gergő)                       | 6                                   | 8                                   | 7                                   | 8                                   | 6                                   | 35                                  | Kiesett                             |
| 05                                  | Oláh Gergő                          | Győz a jó (Lotfi Begi, Oláh Gergő, Szepesi Zsolt / Molnár Tamás)                           | 7                                   | 10                                  | 9                                   | 9                                   | 7                                   | 42                                  | Továbbjutott                        |
| 06                                  | Benji                               | Kötéltánc (Pál Benjámin / Hujber Szabolcs, Máté Gyárfás)                                   | 6                                   | 7                                   | 7                                   | 7                                   | 6                                   | 33                                  | Kiesett                             |
| 07                                  | Kállay Saunders Band                | Who We Are (Kállay-Saunders András, Pacsai Márk, Tóth Ádám / Kállay-Saunders András)       | 8                                   | 9                                   | 9                                   | 7                                   | 8                                   | 41                                  | Továbbjutott                        |
| 08                                  | Karmapolis és Szécsi Böbe           | Hold On To (Kenyeres András, Szécsi Böbe, Szipszer Szabolcs, Lipi Gábor / Kenyeres András) | 7                                   | 7                                   | 7                                   | 8                                   | 6                                   | 35                                  | Kiesett                             |
| 09                                  | Mushu                               | Uncle Tom (Palmer Izsák, Kozák Örs, Kert Antal / Palmer Izsák)                             | 7                                   | 8                                   | 8                                   | 9                                   | 7                                   | 39                                  | Továbbjutott                        |

#### Második középdöntő
A második középdöntőben osztotta ki a zsűri A legjobb dalszöveg díjat, melyet Csarnai Borbálának, a Pioneer című dal szerzőjének ítéltek oda. A versenyprodukciók mellett extra fellépő volt Zséda, A Dal 2016 zsűritagja és Demjén Ferenc, akik a Bergendy-együttes Úgy szeretném című dalát adták elő.
| Második középdöntő – 2016. február 20. | Második középdöntő – 2016. február 20. | Második középdöntő – 2016. február 20.                                                                    | Második középdöntő – 2016. február 20. | Második középdöntő – 2016. február 20. | Második középdöntő – 2016. február 20. | Második középdöntő – 2016. február 20. | Második középdöntő – 2016. február 20. | Második középdöntő – 2016. február 20. | Második középdöntő – 2016. február 20. |
| #                                      | Előadó                                 | Dal (zene / szöveg)                                                                                       | Pontozás                               | Pontozás                               | Pontozás                               | Pontozás                               | Pontozás                               | Pontozás                               | Eredmény                               |
| #                                      | Előadó                                 | Dal (zene / szöveg)                                                                                       | Pierrot                                | Zséda                                  | Frenreisz Károly                       | Both Miklós                            | Nézők                                  | Σ                                      | Eredmény                               |
| -------------------------------------- | -------------------------------------- | --- | -------------------------------------- | -------------------------------------- | -------------------------------------- | -------------------------------------- | -------------------------------------- | -------------------------------------- | -------------------------------------- |
| 01                                     | Egy Másik Zenekar                      | Kéne közös kép (Bartalos Jenő, Takács Zoltán Jappán / Bartalos Jenő)                                      | 4                                      | 8                                      | 7                                      | 9                                      | 5                                      | 33                                     | Kiesett                                |
| 02                                     | Berkes Olivér & Tóth Andi              | Seven Seas (Kovacsics Ádám, Johnny K. Palmer / Johnny K. Palmer)                                          | 5                                      | 8                                      | 8                                      | 6                                      | 6                                      | 33                                     | Továbbjutott                           |
| 03                                     | Vásáry André                           | Why (Harmath Szabolcs / Johnny K. Palmer)                                                                 | 10                                     | 9                                      | 9                                      | 8                                      | 6                                      | 42                                     | Továbbjutott                           |
| 04                                     | Passed                                 | Driftin’ (Szabó Levente, Nizalowski Dorottya, Nizalowski Fanni, Farkas Bálint Áron / Nizalowski Dorottya) | 7                                      | 7                                      | 7                                      | 6                                      | 6                                      | 33                                     | Kiesett                                |
| 05                                     | Gáspár Laci                            | Love and Bass (Gáspár Laci, Ferencz Péter, Tóth Marcell / Orbán Tamás)                                    | 6                                      | 8                                      | 8                                      | 7                                      | 6                                      | 35                                     | Kiesett                                |
| 06                                     | Veres Mónika Nika                      | Emlékkép (Szabó Zé / Molnár Tamás)                                                                        | 8                                      | 9                                      | 8                                      | 8                                      | 6                                      | 39                                     | Kiesett                                |
| 07                                     | ByTheWay                               | Free to Fly (Vavra Bence, Szikszai Péter, Feng Ya Ou Ferenc, Szűcs Norbert)                               | 6                                      | 7                                      | 7                                      | 6                                      | 5                                      | 31                                     | Kiesett                                |
| 08                                     | Freddie                                | Pioneer (Szabó Zé / Csarnai Borbála)                                                                      | 10                                     | 10                                     | 10                                     | 8                                      | 9                                      | 47                                     | Továbbjutott                           |
| 09                                     | Parno Graszt                           | Már nem szédülök (Oláh József)                                                                            | 9                                      | 9                                      | 8                                      | 10                                     | 6                                      | 42                                     | Továbbjutott                           |

### Döntő
A döntőt február 27-én tartotta az MTVA nyolc előadó részvételével. A végeredmény a nézői szavazás illetve a szakmai zsűri szavazatai alapján alakult ki. A zsűri a dalok elhangzása után csak szóban értékelte a produkciókat. Az összes dal elhangzása után, az Eurovíziós Dalfesztivál gyakorlatához hasonlóan pontozta a produkciókat a zsűri. Az első helyezett 10 pontot kapott, a második 8-at, a harmadik 6-ot, míg a negyedik 4 pontot. A pontozás során a négy legtöbb pontot szerzett dal közül a nézők A Dal 2016 applikációján keresztül, a műsor hivatalos honlapján vagy SMS-ben küldött szavazatokkal választották ki a verseny győztesét. A műsort élőben közvetítette a Duna és a Duna World, illetve interneten a mediaklikk.hu/adal és a eurovision.tv. A versenyprodukciók mellett extra fellépő volt a 2009-es Eurovíziós Dalfesztivál norvég győztese, Alexander Rybak, aki a Fairytale-t adta elő, illetve Boggie, A Dal 2015 győztese, aki a Camouflage című dalával lépett fel.
| #  | Kép                       | Előadó Dal (zene / szöveg)                                                           | Zsűri    | Zsűri    | Nézők |
| #  | Kép                       | Előadó Dal (zene / szöveg)                                                           | Pontszám | Eredmény | Nézők |
| -- | ------------------------- | ------------------------------------------------------------------------------------ | -------- | -------- | ----- |
| 01 | Mushu                     | Mushu                                                                                | 0        | 8.       | —     |
| 01 | Mushu                     | Uncle Tom (Palmer Izsák, Kozák Örs, Kert Antal / Palmer Izsák)                       | 0        | 8.       | —     |
| 02 | Parno Graszt              | Parno Graszt                                                                         | 4        | 6.       | —     |
| 02 | Parno Graszt              | Már nem szédülök (Oláh József)                                                       | 4        | 6.       | —     |
| 03 | Berkes Olivér & Tóth Andi | Berkes Olivér & Tóth Andi                                                            | 4        | 6.       | —     |
| 03 | Berkes Olivér & Tóth Andi | Seven Seas (Kovacsics Ádám, Johnny K. Palmer / Johnny K. Palmer)                     | 4        | 6.       | —     |
| 04 | Petruska                  | Petruska                                                                             | 14       | 4.       |       |
| 04 | Petruska                  | Trouble in My Mind (Petruska András)                                                 | 14       | 4.       |       |
| 05 | Oláh Gergő                | Oláh Gergő                                                                           | 28       | 2.       |       |
| 05 | Oláh Gergő                | Győz a jó (Lotfi Begi, Oláh Gergő, Szepesi Zsolt / Molnár Tamás)                     | 28       | 2.       |       |
| 06 | Freddie                   | Freddie                                                                              | 34       | 1.       | 1.    |
| 06 | Freddie                   | Pioneer (Szabó Zé / Csarnai Borbála)                                                 | 34       | 1.       | 1.    |
| 07 | Kállay Saunders Band      | Kállay Saunders Band[a]                                                              | 18       | 3.       |       |
| 07 | Kállay Saunders Band      | Who We Are (Kállay-Saunders András, Pacsai Márk, Tóth Ádám / Kállay-Saunders András) | 18       | 3.       |       |
| 08 | Vásáry André              | Vásáry André                                                                         | 10       | 5.       | —     |
| 08 | Vásáry André              | Why (Harmath Szabolcs / Johnny K. Palmer)                                            | 10       | 5.       | —     |

1.↑ a: A Kállay Saunders Band produkciója közben az énekes, Kállay-Saunders András fülmonitorja különböző technikai okok miatt nem működött megfelelően, így a műsor készítői lehetőséget adtak az együttesnek arra, hogy újból előadhassák a versenydalukat. Korábban 2012-ben fordult elő hasonló eset a műsorban, amikor Gallusz Nikolett és Vizy Márton produkciója közben a mikrofonokkal adódtak hangosítási problémák, így versenydalukat újból előadhatták.

#### Ponttáblázat
| \| Dalok \| Zsűri szavazatok \| Zsűri szavazatok \| Zsűri szavazatok \| Zsűri szavazatok \| Zsűri szavazatok \| \| Dalok \| Σ \| Pierrot \| Zséda \| Frenreisz Károly \| Both Miklós \| \| --------------------------------------- \| ---------------- \| ---------------- \| ---------------- \| ---------------- \| ---------------- \| \| Uncle Tom (Mushu) \| 0 \| \| \| \| \| \| Már nem szédülök (Parno Graszt) \| 4 \| \| \| \| 4 \| \| Seven Seas (Berkes Olivér és Tóth Andi) \| 4 \| \| 4 \| \| \| \| Trouble in My Mind (Petruska) \| 14 \| \| \| 4 \| 10 \| \| Győz a jó (Oláh Gergő) \| 28 \| 6 \| 8 \| 6 \| 8 \| \| Pioneer (Freddie) \| 34 \| 8 \| 10 \| 10 \| 6 \| \| Who We Are (Kállay Saunders Band) \| 18 \| 4 \| 6 \| 8 \| \| \| Why (Vásáry André) \| 10 \| 10 \| \| \| \| |                  |                  |                  |                  |                  |
| Dalok | Zsűri szavazatok | Zsűri szavazatok | Zsűri szavazatok | Zsűri szavazatok | Zsűri szavazatok |
| Dalok | Σ                | Pierrot          | Zséda            | Frenreisz Károly | Both Miklós      |
| Uncle Tom (Mushu) | 0                |                  |                  |                  |                  |
| Már nem szédülök (Parno Graszt) | 4                |                  |                  |                  | 4                |
| Seven Seas (Berkes Olivér és Tóth Andi) | 4                |                  | 4                |                  |                  |
| Trouble in My Mind (Petruska) | 14               |                  |                  | 4                | 10               |
| Győz a jó (Oláh Gergő) | 28               | 6                | 8                | 6                | 8                |
| Pioneer (Freddie) | 34               | 8                | 10               | 10               | 6                |
| Who We Are (Kállay Saunders Band) | 18               | 4                | 6                | 8                |                  |
| Why (Vásáry André) | 10               | 10               |                  |                  |                  |

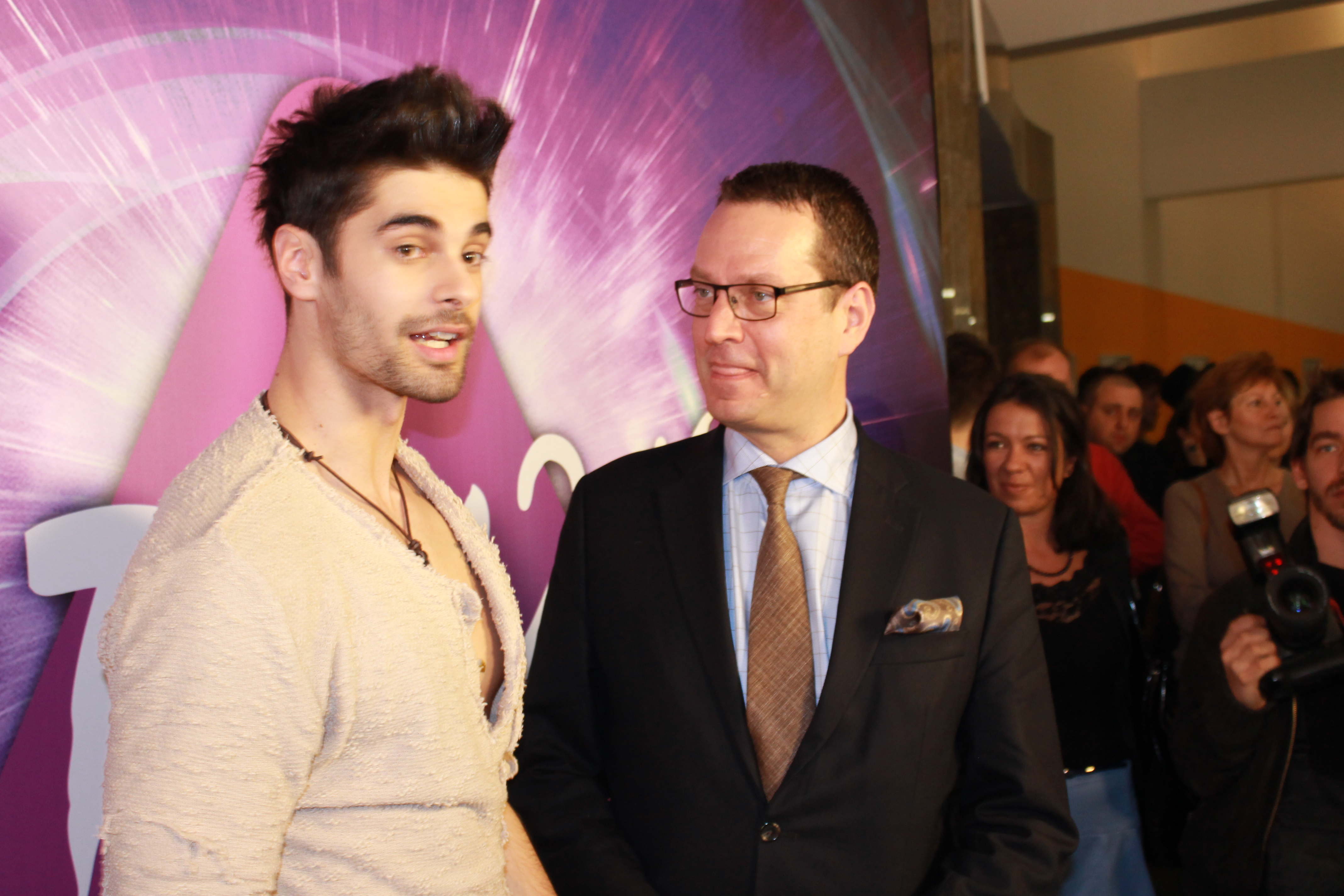
Fehérvári Gábor Alfréd, A Dal 2016 győztese és Őexcellenciája Niclas Trouvé Svédország magyarországi nagykövete

A nézői szavazás alapján A Dalt Freddie nyerte.

## A2016-os Eurovíziós Dalfesztiválon

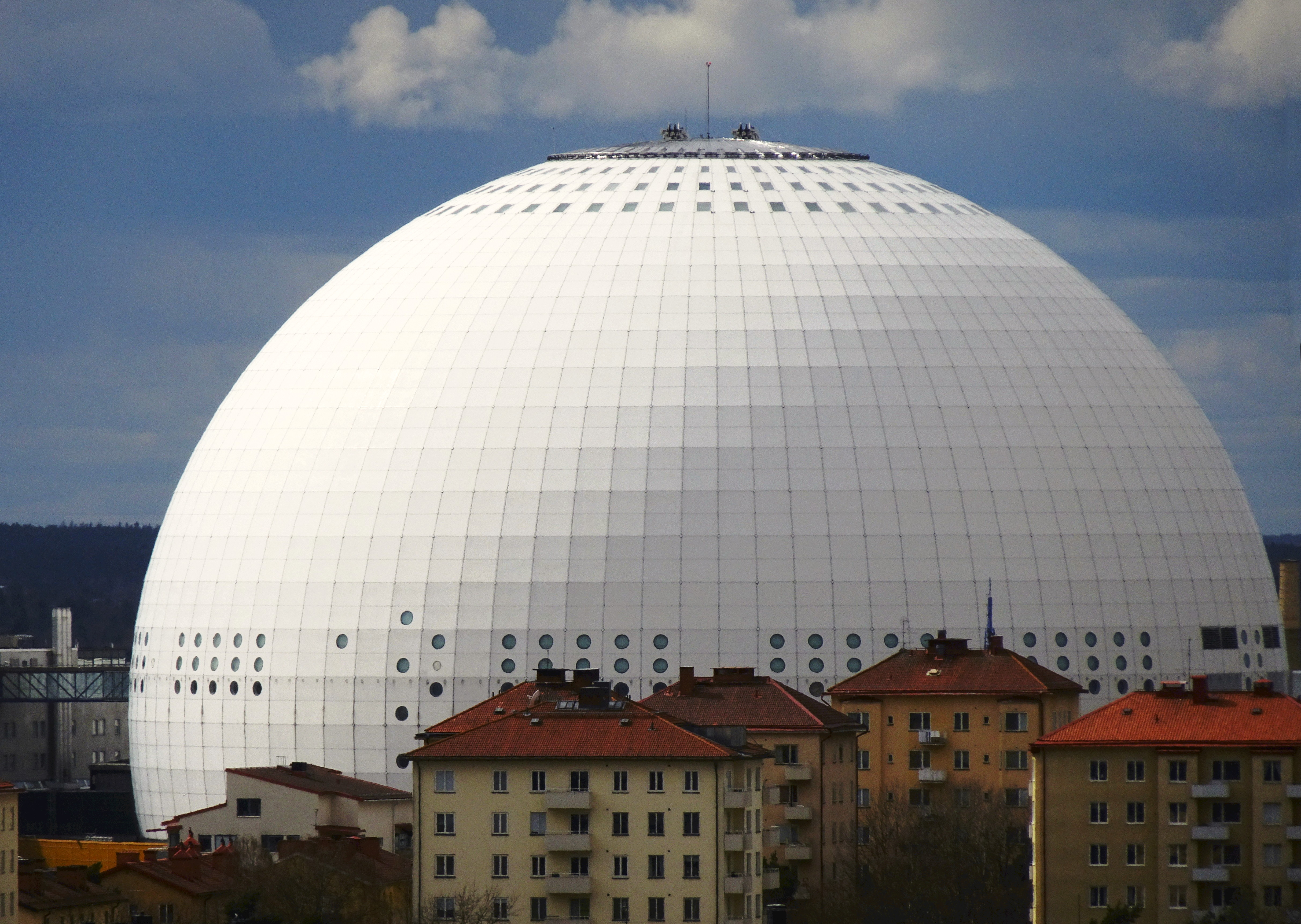
Az Eurovíziós Dalfesztivál helyszíne, az Ericsson Globe Stockholmban

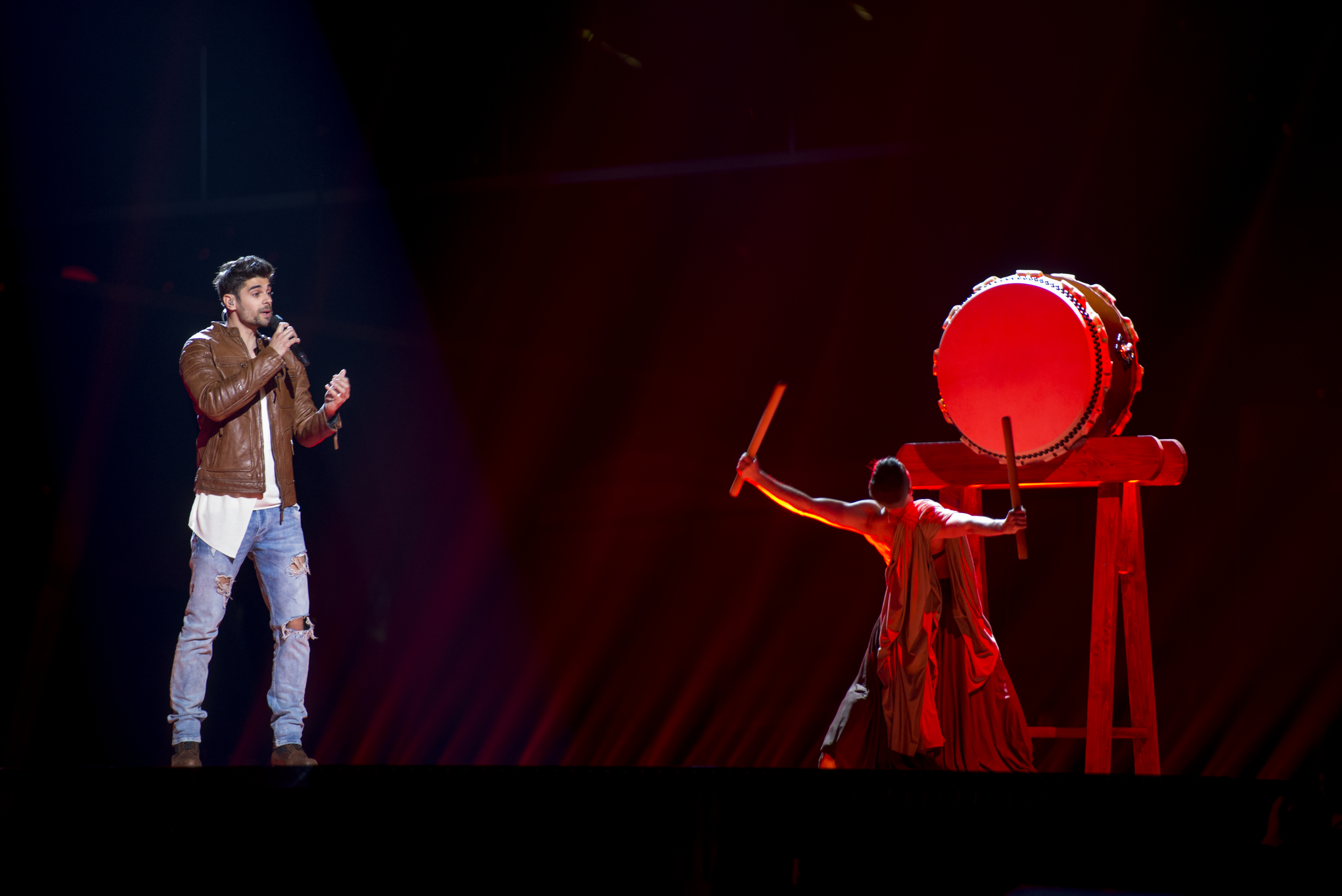
Freddie a második próbán Stockholmban

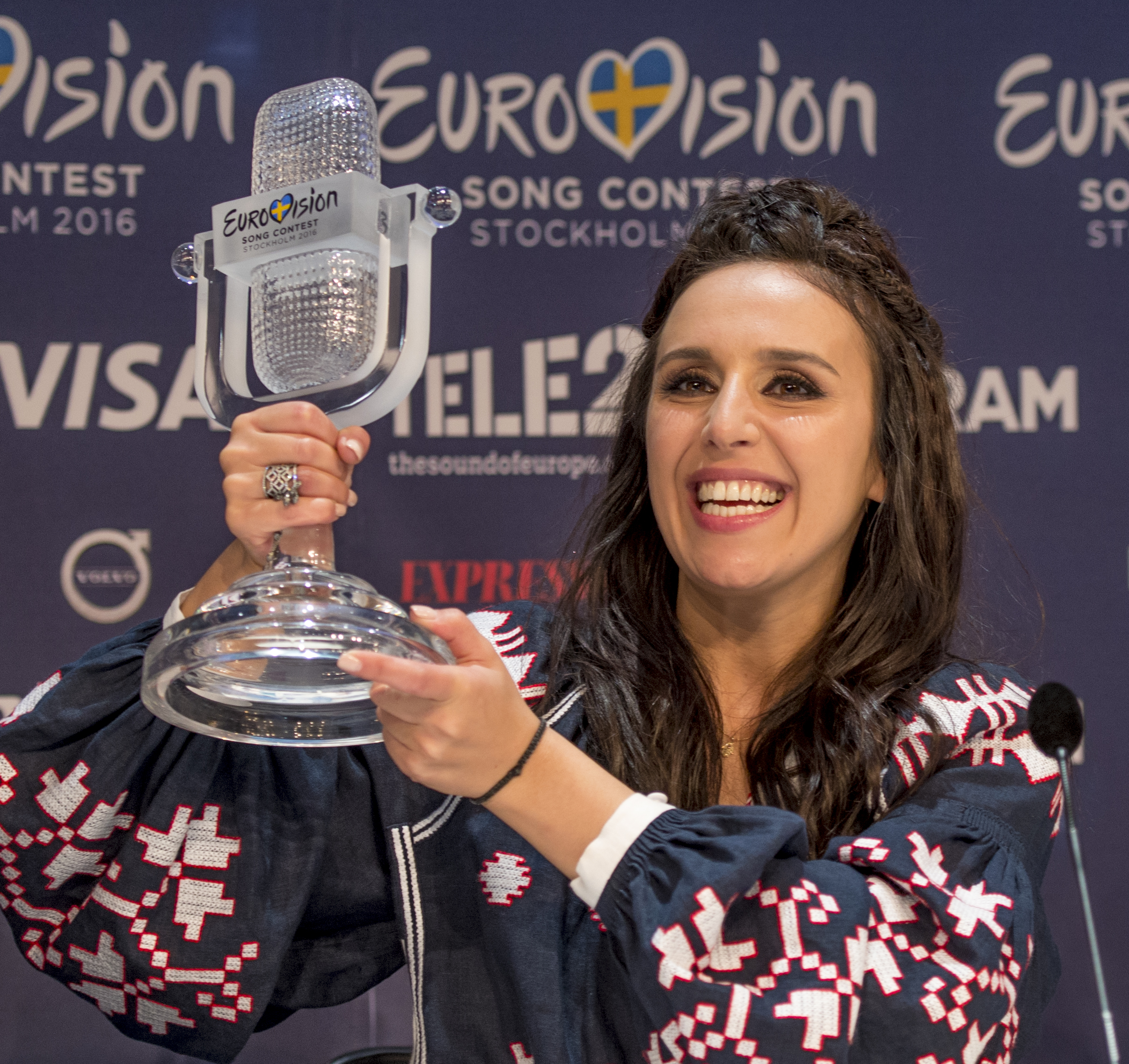
A 2016-os Eurovíziós Dalfesztivál győztese, az ukrán Jamala Stockholmban, a győztes sajtótájékoztatóján

A 2016-os Eurovíziós Dalfesztivál lesz a hatvanegyedik Eurovíziós Dalfesztivál. Svédországban rendezték meg, mivel a 2015-ös Eurovíziós Dalfesztivált a svéd Måns Zelmerlöw Heroes című dala nyerte. A verseny helyszínét július 8-án jelentették be, ennek értelmében a versenynek a 16 000 férőhelyes stockholmi Ericsson Globe adott otthont. A dalfesztiválon 42 ország előadói léptek fel.
Az Eurovíziós Dalfesztivál szabályai szerint minden részt vevő országnak az elődöntőkben kellett megmérettetnie magát, kivéve a házigazda országot (Svédország) és az Öt Nagy országot (az Egyesült Királyság, Franciaország, Németország, Olaszország és Spanyolország), akik alanyi jogon a döntő résztvevői voltak. Az Európai Műsorsugárzók Uniója (EBU) a harminchét elődöntős országot hat kalapba osztotta földrajzi elhelyezkedésük és szavazási szokásaik alapján, a 2008-ban bevezetett módon. Január 25-én tartották a sorsolást a stockholmi városházán, ahol a kalapok egyik fele az első elődöntőbe, a másik a második elődöntőbe került. Ennek célja a szavazás igazságosabbá tétele. A sorsolás során azt is eldöntötték, hogy az egyes országok az adott elődöntő első vagy második felében fognak fellépni, valamint azt, hogy az automatikusan döntős Öt Nagy és a rendező ország melyik elődöntőben fog szavazni. Így a delegációk előre tudják, mikor kell megérkezniük a próbákra. Magyarország az első elődöntőnek az első felébe került, ami azt jelentette, hogy először 2016. május 10-én állt színpadra a magyar előadó. Magyarország mellett ebben az elődöntőben lépett még fel Ausztria, Azerbajdzsán, Bosznia-Hercegovina, Ciprus, Csehország, Észtország, Finnország, Görögország, Hollandia, Horvátország, Izland, Málta, Moldova, Montenegró, Örményország, Oroszország és San Marino előadója is. Freddie negyedikként lépett a színpadra, a moldovai Lidia Isac után és a horvát Nina Kraljić előtt. Ezentúl a Pioneer volt az Eurovíziós Dalfesztiválok történetének ezernégyszázadik dala.
Freddie az Eurovíziós Dalfesztivál döntőjében 108 ponttal a tizenkilencedik helyet érte el. Az előadó a dalát először az első elődöntőben adta elő, ahonnan a tizennyolc résztvevő közül a negyedik helyen kvalifikálta magát a döntőbe. A dalfesztivál győztese az Ukrajnát képviselő Jamala lett, aki 534 pontot összegyűjtve nyerte meg a döntőt. Az 1944 című dal a szakmai zsűrinél és a közönségnél is csak a második helyen végzett, de összesítésben megnyerte a versenyt.
A dalfesztivál mindkét elődöntőjét és a döntőjét is élőben közvetítette Magyarországon a Duna nemzeti főadó. Az első elődöntőt és döntőt megelőzően Tatár Csilla műsorvezetésével, az Elővízió című műsorban tudhattunk meg kulisszatitkokat, érdekességeket a versenyről. A második elődöntő előtt egy válogatás műsort közvetítettek. A dalfesztivál magyarországi kommentátora Gundel Takács Gábor volt, míg a szakmai zsűri pontjait a döntőben Tatár Csilla ismertette, a magyar szóvivők bejelentkezéseinek történetében először élőben, egy kültéri helyszínről, a budapesti Március 15. térről.
Az Eurovíziós Dalfesztivál magyarországi szakmai zsűrijének tagjai lettek:
- Rakonczai Viktor (zsűrielnök): zeneszerző, zongorista, zenei producer, az 1997-es Eurovíziós Dalfesztiválon képviselte Magyarországot a V.I.P. együttes tagjaként, A Dal zsűritagja 2012-ben és 2013-ban
- Lotfi Begi: zenei producer, lemezlovas, A Dal 2012 győztese a Compact Disco tagjaként, a 2012-es Eurovíziós Dalfesztiválon képviselte Magyarországot az együttesével
- Wolf Kati: énekesnő, a 2011-es Eurovíziós Dalfesztiválon képviselte Magyarországot, A Dal 2012 zsűritagja
- Frenreisz Károly: zenész, zeneszerző, szövegíró, A Dal 2016 zsűritagja
- Novák Péter: előadó

A magyarországi szakmai zsűri a 12 pontot az ausztrál Dami Im Sound of Silence című dalának adta.

## A Dal 2016 különdíjai

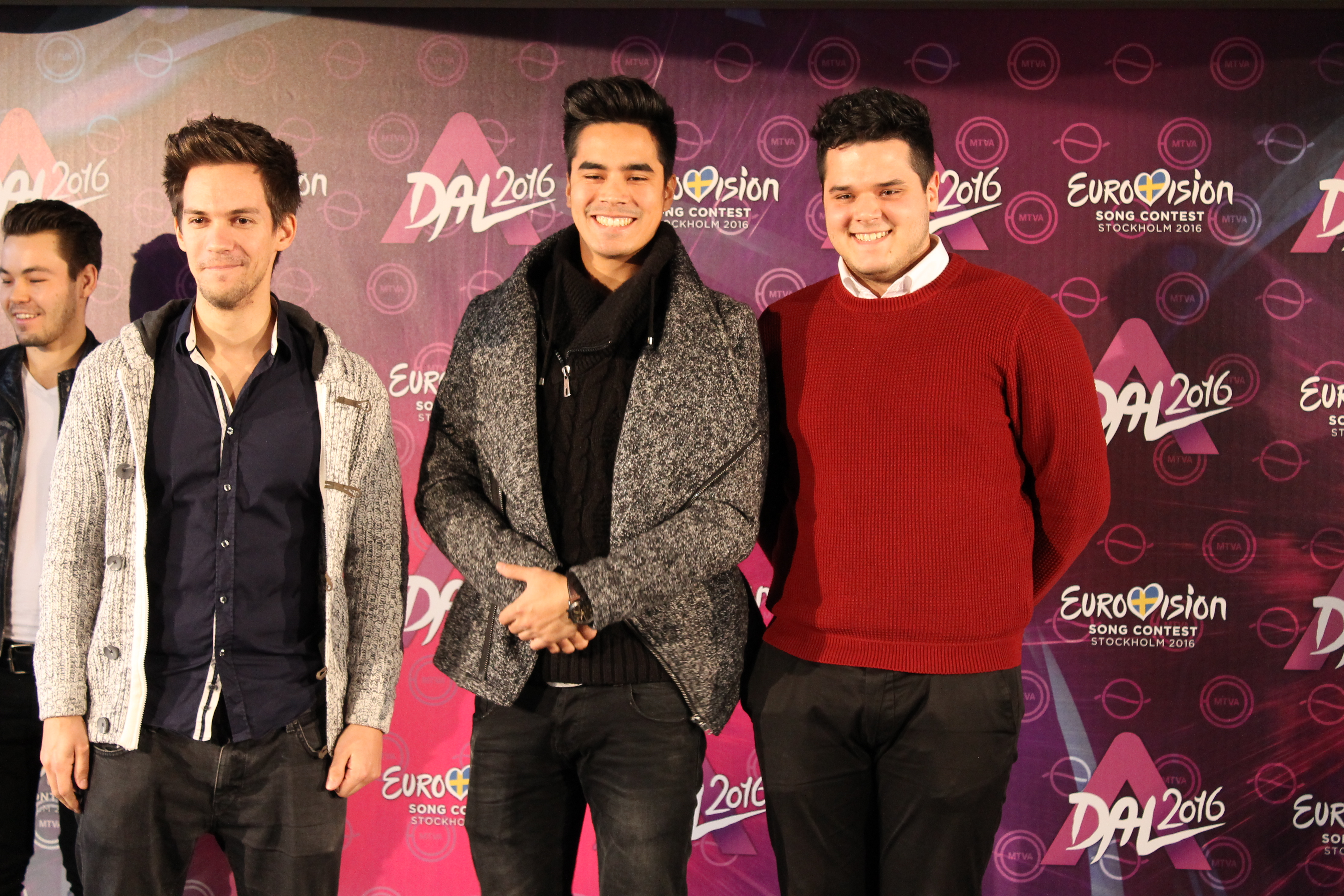
A ByTheWay zenekar, az akusztikus verseny győztese

Új elemként bevezették A Dal felfedezettje, illetve A legjobb dalszöveg díját. Az előbbiről a tévés zsűri, míg az utóbbiról a közönség és a zsűri közösen döntött. Továbbá a jelölt pályaművekből bárki készíthetett remixet és pályázhatott A legjobb remix változat címre, amelyet a Petőfi Rádió szakmai zsűrije bírált el.
- A Dal felfedezettje: Petruska
- A legjobb dalszöveg: Pioneer, szerző: Csarnai Borbála
- A legjobb remix változat: Seven Seas (Victor Strada Remix), előadó: Berkes Olivér & Tóth Andi
- A legjobb akusztikus változat: Free to Fly, szerzők: Szűcs Norbert, Feng Ya Ou Ferenc, Vavra Bence, Szikszai Péter  előadó: a ByTheWay
- A Dal stockholmi videobloggere: Papp Máté

### Akusztikus verziók versenye
Az előző évekhez hasonlóan, a nézők ismételten szavazhattak a versenydalok akusztikus verzióira a műsor hivatalos oldalán.
Az elődöntők dalainak akusztikus verzióra az alábbi időszakban lehetett szavazni:
- Első elődöntő: 2016. január 23-án 22 órától 2016. január 29-én 24 óráig,
- Második elődöntő: 2016. január 30-án 22 órától 2016. február 5-én 24 óráig,
- Harmadik elődöntő: 2016. február 6-án 22 órától 2016. február 12-én 24 óráig.

Első körben az elődöntők tíz dalából a hat legtöbb szavazatot kapott akusztikus verzió jutott tovább a verseny végső fordulójába.
| Dal (Előadó)                       | Kapott szavazat | %   |
| ---------------------------------- | --------------- | --- |
| Fire (Tolvai Reni)                 | N/A             | N/A |
| Free to Fly (ByTheWay)             | N/A             | 29% |
| Kéne közös kép (Egy Másik Zenekar) | N/A             | 4%  |
| Kötéltánc (Benji)                  | N/A             | N/A |
| Ott leszek (Mohamed Fatima)        | N/A             | N/A |
| Pioneer (Freddie)                  | N/A             | 41% |
| Power of Love (Török Jázmin)       | N/A             | N/A |
| Singing Peace (Veres-Kovács Petra) | N/A             | 4%  |
| Stardust (Odett)                   | N/A             | 9%  |
| Uncle Tom (Mushu)                  | N/A             | 8%  |

| Dal (Előadó)                           | Kapott szavazat | %      |
| -------------------------------------- | --------------- | ------ |
| Colors (Patai Anna)                    | 428             | 7,98%  |
| Driftin’ (Passed)                      | 194             | 3,62%  |
| Free (C.E.T.)                          | 173             | 3,23%  |
| Győz a jó (Oláh Gergő)                 | 681             | 12,69% |
| Hold On To (Karmapolis és Szécsi Böbe) | 224             | 4,18%  |
| Kinek sírjam (Maszkura és a tücsökraj) | 175             | 3,26%  |
| Love and Bass (Gáspár Laci)            | 28              | 0,5%   |
| Szeretni fáj (Group’n’Swing)           | 54              | 1%     |
| Who We Are (Kállay Saunders Band)      | 1526            | 28,45% |
| Why (Vásáry André)                     | 1880            | 35,06% |

| Dal (Előadó)                            | Kapott szavazat | %      |
| --------------------------------------- | --------------- | ------ |
| Beautiful Love (Nika)                   | 2040            | 16,11% |
| Come Along (Horányi Juli)               | 212             | 1,67%  |
| It Is Love (Agárdi Szilvia)             | 4444            | 35,10% |
| Katonák (Singh Viki)                    | 416             | 3,29%  |
| Love Kills Me (Ív)                      | 455             | 3,59%  |
| Már nem szédülök (Parno Graszt)         | 4031            | 31,84% |
| Seven Seas (Berkes Olivér és Tóth Andi) | 395             | 3,12%  |
| Speed Bump (Gájer Bálint)               | 141             | 1,11%  |
| Trouble in My Mind (Petruska)           | 438             | 3,46%  |
| You Told Me You Loved Me (B the First)  | 88              | 0,7%   |

A döntő dalainak akusztikus verzióra 2016. február 13-án 22 órától 2016. február 21-én 24 óráig lehetett szavazni. A tizennyolc dalból a legtöbb szavazatot kapott akusztikus verzió nyerte meg a versenyt. A győztes dal – Free to Fly (ByTheWay) – MR2 akusztik koncertlehetőséget kap az MTVA felajánlásában.
| Dal (Előadó)                           | Kapott szavazat | %   |
| -------------------------------------- | --------------- | --- |
| Beautiful Love (Nika)                  | 214             | 1%  |
| Colors (Patai Anna)                    | 60              | 0%  |
| Driftin’ (Passed)                      | 66              | 0%  |
| Free to Fly (ByTheWay)                 | 6600            | 39% |
| Győz a jó (Oláh Gergő)                 | 205             | 1%  |
| Hold On To (Karmapolis és Szécsi Böbe) | 73              | 0%  |
| It Is Love (Agárdi Szilvia)            | 1338            | 8%  |
| Katonák (Singh Viki)                   | 121             | 1%  |
| Kéne közös kép (Egy Másik Zenekar)     | 54              | 0%  |
| Love Kills Me (Ív)                     | 187             | 1%  |
| Már nem szédülök (Parno Graszt)        | 1368            | 8%  |
| Pioneer (Freddie)                      | 5690            | 33% |
| Singing Peace (Veres-Kovács Petra)     | 68              | 0%  |
| Stardust (Odett)                       | 237             | 1%  |
| Trouble in My Mind (Petruska)          | 146             | 1%  |
| Uncle Tom (Mushu)                      | 155             | 1%  |
| Who We Are (Kállay Saunders Band)      | 145             | 1%  |
| Why (Vásáry André)                     | 348             | 2%  |

## Rádiós lejátszások
A Dal 2016 elődöntőibe beválogatott harminc dal mindegyike elhangzott legalább tíz alkalommal a 2016-os év első két hónapjában. A legtöbbször Mohamed Fatima Ott leszek / I Will Be There című felvétele szólalt meg a hazai rádiók műsorán, annak ellenére is, hogy a dal az elődöntőből nem jutott tovább. A hallgatottsági lista második helyezettje a Kállay Saunders Band, akiknek a Who We Are című szerzeménye ért el kimagasló adatot januárban illetve februárban. Érdekesség, hogy a lejátszások egyötödére a Class FM kereskedelmi rádió műsorán került sor. Freddie Pioneer című győztes dalát a mezőny esélyesei közül a legtöbb rádió, 35 adó játszotta a 2016-os év első két hónapjában.

## Visszatérő előadók
| Előadó                                                    | Előző év(ek) | Előző dal(ok)                                                           | Eredmény(ek)                 |
| --------------------------------------------------------- | ------------ | ----------------------------------------------------------------------- | ---------------------------- |
| Agárdi Szilvia                                            | 2013         | Szíveddel láss (Pál Dénessel)                                           | Döntő (=7. hely)             |
| Gájer Bálint                                              | 2014         | Elmaradt pillanatok                                                     | Harmadik elődöntő (8. hely)  |
| Gájer Bálint                                              | 2015         | That’s How It Goes                                                      | Döntő (=7. hely)             |
| Gáspár Laci                                               | 2013         | A szeretet él (a Plastikhead közreműködésében)                          | Első középdöntő (5. hely)    |
| Group ’n’ Swing                                           | 2014         | Retikül                                                                 | Első középdöntő (=6. hely)   |
| Ív                                                        | 2015         | Fire                                                                    | Döntő (6. hely)              |
| Kállay-Saunders András (a Kállay Saunders Band tagjaként) | 2012         | I Love You                                                              | Első elődöntő (5. hely)      |
| Kállay-Saunders András (a Kállay Saunders Band tagjaként) | 2013         | My Baby                                                                 | Döntő (2. hely)              |
| Kállay-Saunders András (a Kállay Saunders Band tagjaként) | 2014         | Running                                                                 | Döntő (1. hely)              |
| Karmapolis (Szécsi Böbével)                               | 2015         | Time Is Now                                                             | Első középdöntő (6. hely)    |
| Mohamed Fatima                                            | 2013         | Nem baj                                                                 | Második középdöntő (8. hely) |
| Odett                                                     | 2013         | Ne engedj el                                                            | Első középdöntő (9. hely)    |
| Oláh Gergő                                                | 2015         | A tükör előtt                                                           | Második középdöntő (5. hely) |
| Passed                                                    | 2015         | Mesmerize                                                               | Döntő (=7. hely)             |
| Pély Barna (a B the First tagjaként)                      | 2012         | Hangok a szívekért (Pál Eszter és Pál István Szalonna közreműködésében) | Első elődöntő (7. hely)      |
| Pély Barna (a B the First tagjaként)                      | 2013         | Tegnap még más voltál (a United tagjaként)                              | Második középdöntő (5. hely) |
| Tolvai Reni                                               | 2012         | Élek a szemeidben                                                       | Második elődöntő (7. hely)   |
| Szécsi Böbe (a Karmapolis-szal)                           | 2014         | Born to Fly (Szécsi Sacival)                                            | Második elődöntő (=9. hely)  |
| Szécsi Böbe (a Karmapolis-szal)                           | 2015         | Our Time (Szécsi Sacival)                                               | Második elődöntő (=8. hely)  |
| Veres Mónika Nika                                         | 2012         | This Love                                                               | Döntő (5–8. hely)            |

Továbbá Odett a 2015-ös Eurovíziós Dalfesztiválon volt a nemzetközi zsűri egyik magyarországi tagja Pierrot, Milkovics Mátyás, Hrutka Róbert és Fábián Juli mellett. Zsédenyi Adrienn, A Dal 2016 zsűrijének egyik tagja már korábban, 1997-ben részt vett az akkori eurovíziós nemzeti döntőben a Cotton Club Singers tagjaként. Az Úgy szeress, mint én című dal a 7. helyet érte el a 19 résztvevős döntőben. Nika 2013-ban Tóth Gabival és a Roy & Ádám formációval, valamint Mohamed Fatima 2014-ben Deák Bill Gyulával, mint vendégelőadó léptek fel A Dal színpadán.

## Hivatalos album
A Dal 2016 – A legjobb 30 a 2016-os Eurovíziós Dalfesztivál magyarországi nemzeti döntős dalainak válogatáslemeze, melyet az MTVA jelentetett meg 2016. február 1-jén. Az album tartalmazta mind a 30 műsorban részt vevő dalt, beleértve azokat is, akik nem jutottak tovább a elő-, illetve a középdöntőből.

## Nézettség

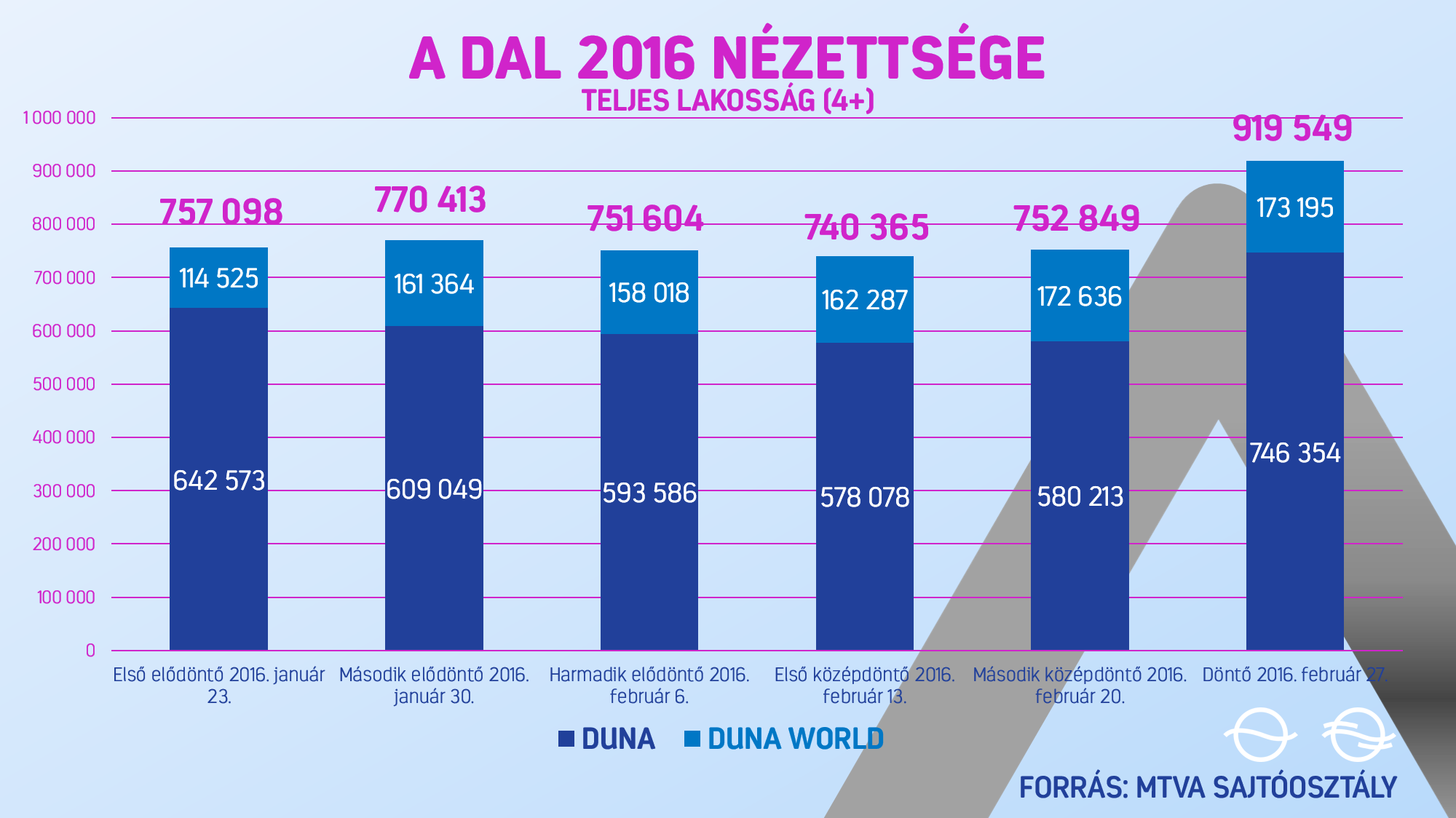
A Dal 2016 nézettségi adatai

A közmédia 2015-ös újrastrukturálása részeként A Dal című műsor is a nemzeti főadón, a Dunán folytatódott szombatonként. Az egyes adások 19:40-kor kezdődtek, és 21:50-ig tartottak. Másnap hajnalban és délelőtt a Duna World tűzte műsorra az ismétléseket, mely csatorna szombat esténként is párhuzamosan közvetítette élőben a versenyt a nemzeti főadóval. Az Eurovíziós Dalfesztivál a Dunán volt látható, HD minőségben, melyet csak magyarországi IP-címmel rendelkező készülékkel lehetett nézni.
A dalválasztó show elő- és középdöntőit szombatonként a Dunán és a Duna World-ön együttesen alkalmanként 754 ezren nézték, amivel A Dal 2016 mind az öt estén a legnézettebb produkció volt saját sávjában – a tévénézők 17%-a választotta a műsort. Az elő- és középdöntők estéin alkalmanként 1,68 millióan néztek bele a több mint kétórás műsorfolyamba, és egy-egy néző közel egy-egy órát meg is nézett a programból. A két csatornán összesen 919 549-en nézték végig a műsor döntőjét, ami minden ötödik akkor éppen tévénéző magyart jelentett. A Dal február 27-i döntője mind a célcsoportnál, mind a teljes lakosságnál a műsorsávjának a legnézettebb műsora lett. A döntő nézettségét tekintve, ha csak az anyacsatornán vizsgált számokat vesszük alapul, akkor a 8. hét hetedik, ha pedig a két adót összevetve nézzük, akkor az ötödik legnézettebb produkció volt, a közmédia portfóliójánál pedig az első. A döntő nézettsége a körülbelül 754 ezres évadátlag felett volt. A döntő nemcsak a 2016-os széria legnézettebb epizódja volt, de a 2015-ös hat adást is megelőzte. A műsort a televíziós csatornákon túl az interneten is figyelemmel lehetett követni élőben. A Dal 2016 hivatalos honlapja, a mediaklikk.hu/adal oldal minden adást közvetített, míg a döntő az Eurovíziós Dalfesztivál nemzetközi honlapján is látható volt.
Mivel a közmédia a közszolgálati feladatai alapján a teljes társadalom számára kínál tartalmakat, a nézettségi és elérési adatokat a teljes népességre vonatkozóan teszi közzé. A Nielsen mérése alapján ez a 4 éves és annál idősebbek köre.
Jelmagyarázat
     – A Dal 2016 legmagasabb nézettsége
     – A Dal 2016 legalacsonyabb nézettsége
| Adás                         | Sugárzás                         | Duna + Duna World    | Duna + Duna World    | Duna                 | Duna                 | Duna                 | Duna World           | Duna World           | Forrás     |
| Adás                         | Sugárzás                         | Teljes lakosság (4+) | Teljes lakosság (4+) | Teljes lakosság (4+) | Teljes lakosság (4+) | Teljes lakosság (4+) | Teljes lakosság (4+) | Teljes lakosság (4+) | Forrás     |
| Adás                         | Sugárzás                         | AMR                  | Arány (SHR%)         | AMR                  | Arány (SHR%)         | Heti helyezés        | AMR                  | Arány (SHR%)         | Forrás     |
| A Dal 2016                   | A Dal 2016                       | A Dal 2016           | A Dal 2016           | A Dal 2016           | A Dal 2016           | A Dal 2016           | A Dal 2016           | A Dal 2016           | A Dal 2016 |
| ---------------------------- | -------------------------------- | -------------------- | -------------------- | -------------------- | -------------------- | -------------------- | -------------------- | -------------------- | ---------- |
| Első elődöntő                | 2016. január 23., szombat 19:40  | 757 098              | 16,7                 | 642 573              | 14,2                 | 14.                  | 114 525              | 2,5                  | [ 36 ]     |
| Második elődöntő             | 2016. január 30., szombat 19:40  | 770 413              | 17,6                 | 609 049              | 13,9                 | 15.                  | 161 364              | 3,7                  | [ 37 ]     |
| Harmadik elődöntő            | 2016. február 6., szombat 19:40  | 751 604              | 17,1                 | 593 586              | 13,5                 | 12.                  | 158 018              | 3,6                  | [ 38 ]     |
| Első középdöntő              | 2016. február 13., szombat 19:40 | 740 365              | 16,7                 | 578 078              | 13,0                 | 16.                  | 162 287              | 3,7                  | [ 39 ]     |
| Második középdöntő           | 2016. február 20., szombat 19:40 | 752 849              | 16,7                 | 580 213              | 12,9                 | 14.                  | 172 636              | 3,8                  | [ 40 ]     |
| Döntő                        | 2016. február 27., szombat 19:40 | 919 549              | 20,6                 | 746 354              | 16,7                 | 7.                   | 173 195              | 3,9                  | [ 41 ]     |
| Eurovíziós Dalfesztivál 2016 |                                  |                      |                      |                      |                      |                      |                      |                      |            |
| Elővízió                     | 2016. május 10., kedd 20:30      | —                    | —                    | 342 802              | 7,9                  |                      | —                    | —                    | [ 42 ]     |
| Első elődöntő                | 2016. május 10., kedd 21:00      | —                    | —                    | 415 098              | 12,2                 |                      | —                    | —                    | [ 42 ]     |
| Válogatás                    | 2016. május 12., csütörtök 20:30 | —                    | —                    | 229 889              | 5,2                  |                      | —                    | —                    | [ 43 ]     |
| Második elődöntő             | 2016. május 12., csütörtök 21:00 | —                    | —                    | 232 017              | 6,7                  |                      | —                    | —                    | [ 43 ]     |
| Elővízió                     | 2016. május 14., szombat 20:30   | —                    | —                    | 267 000              | 6,7                  |                      | —                    | —                    | [ 44 ]     |
| Döntő                        | 2016. május 14., szombat 21:00   | —                    | —                    | 639 427              | 21,2                 | 11.                  | —                    | —                    | [ 44 ]     |

## Galéria

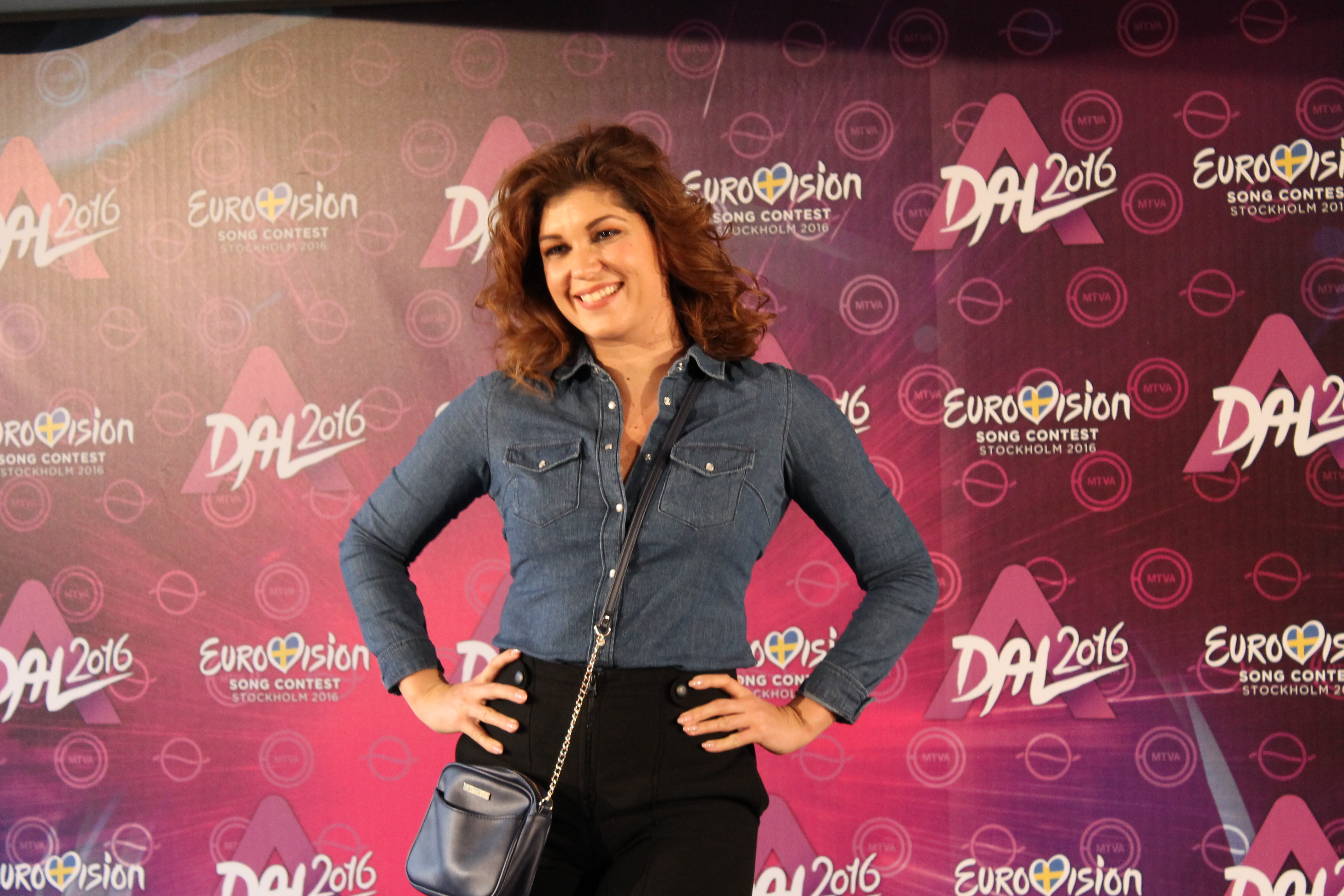
Nika
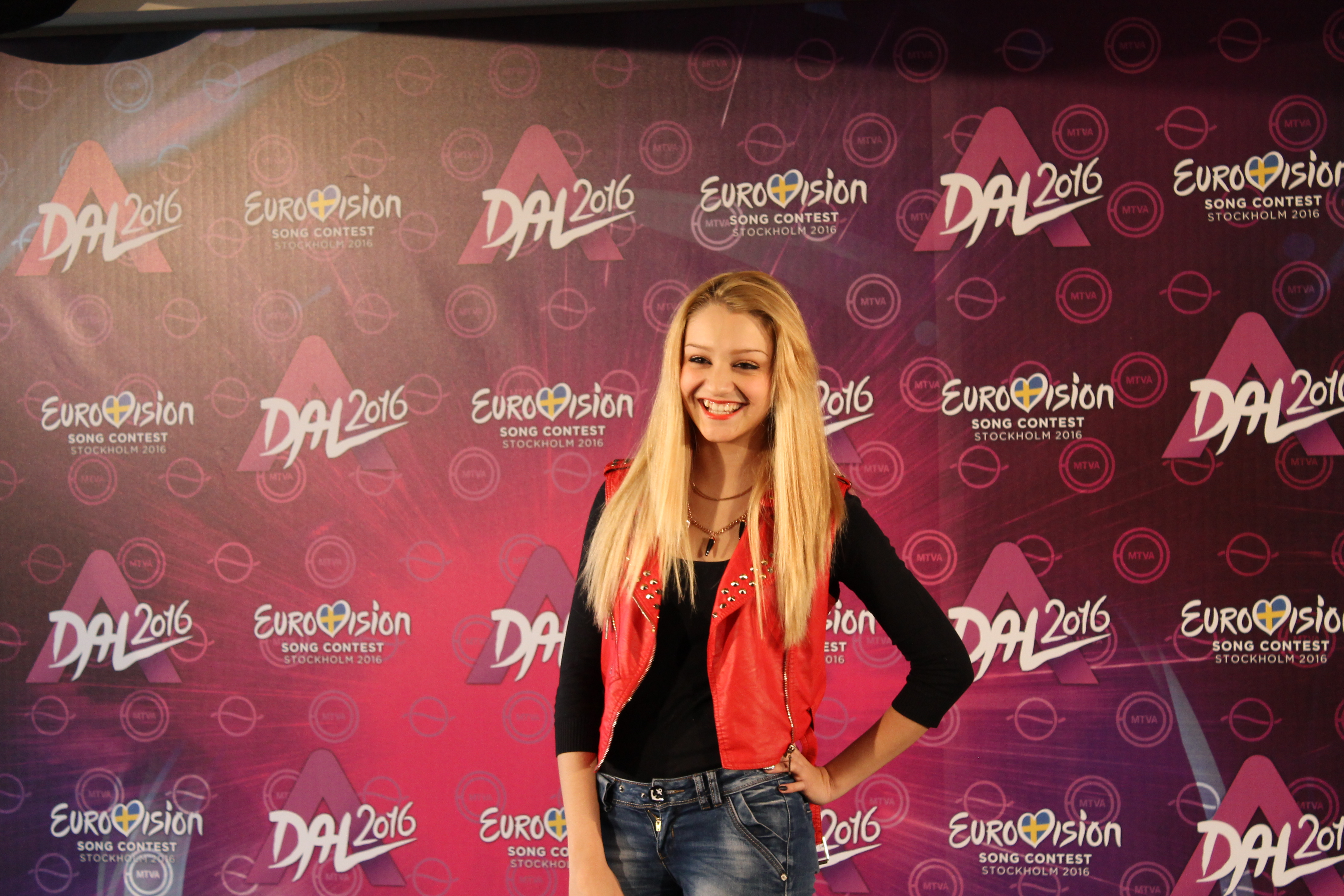
Patai Anna
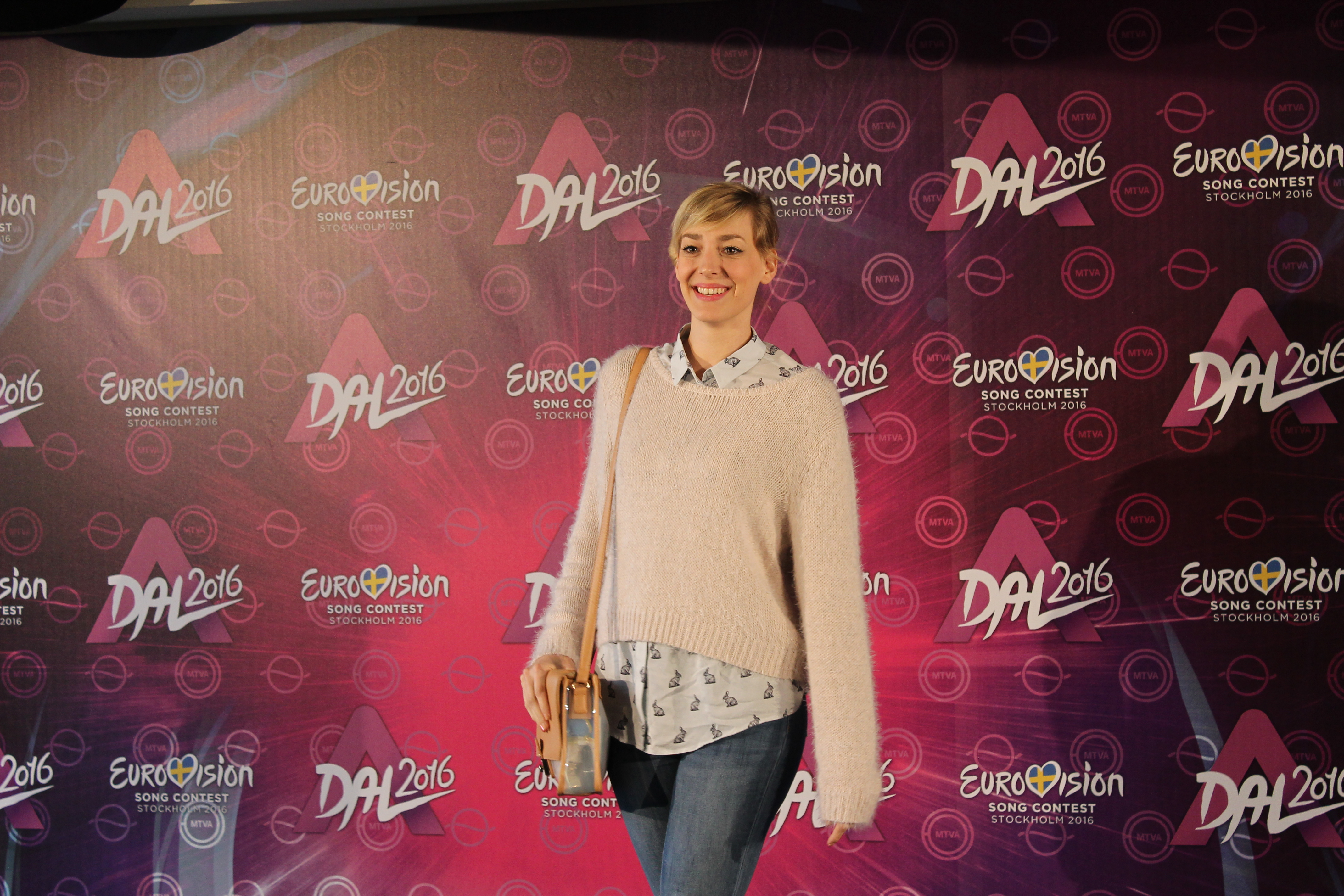
Horányi Juli
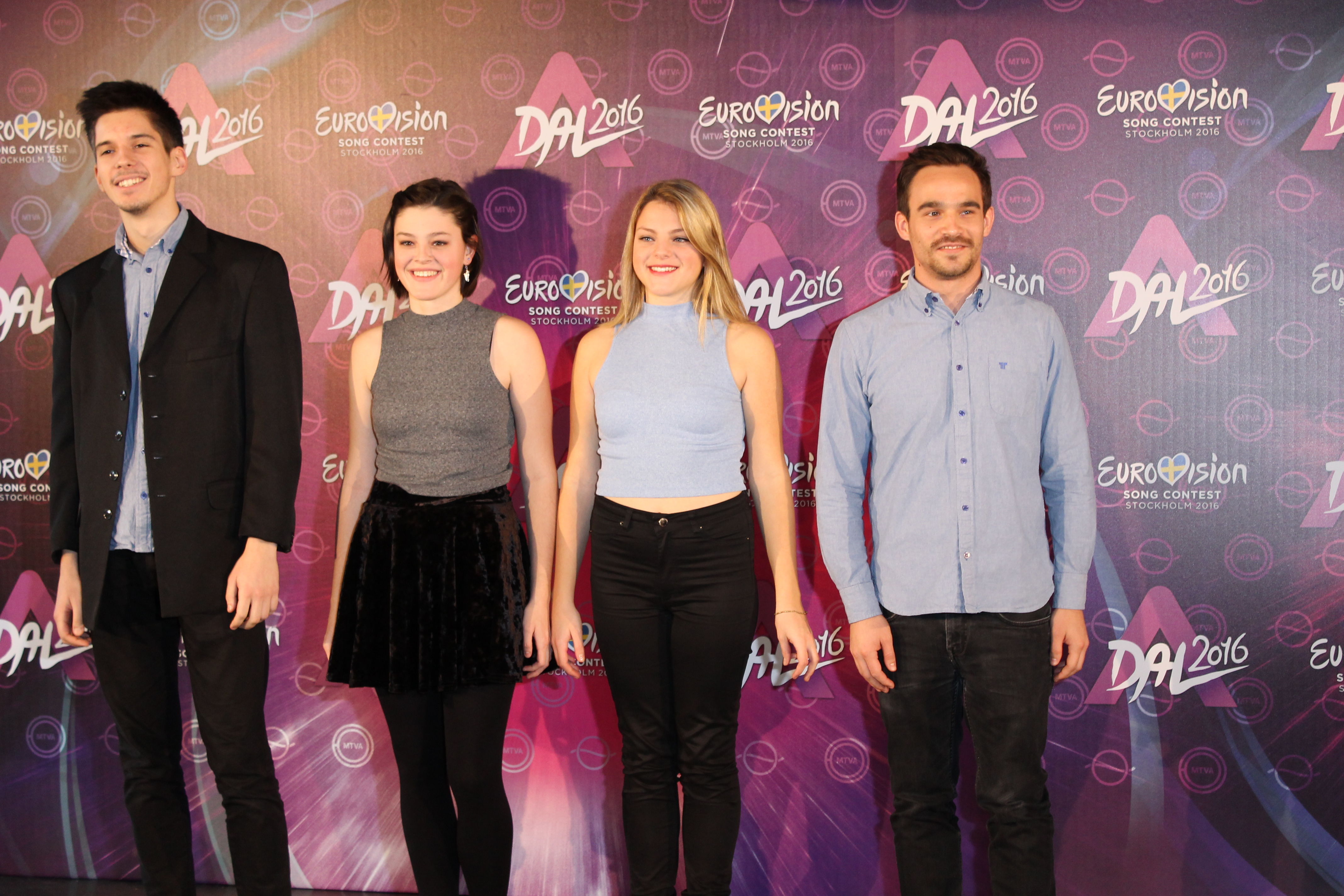
Passed
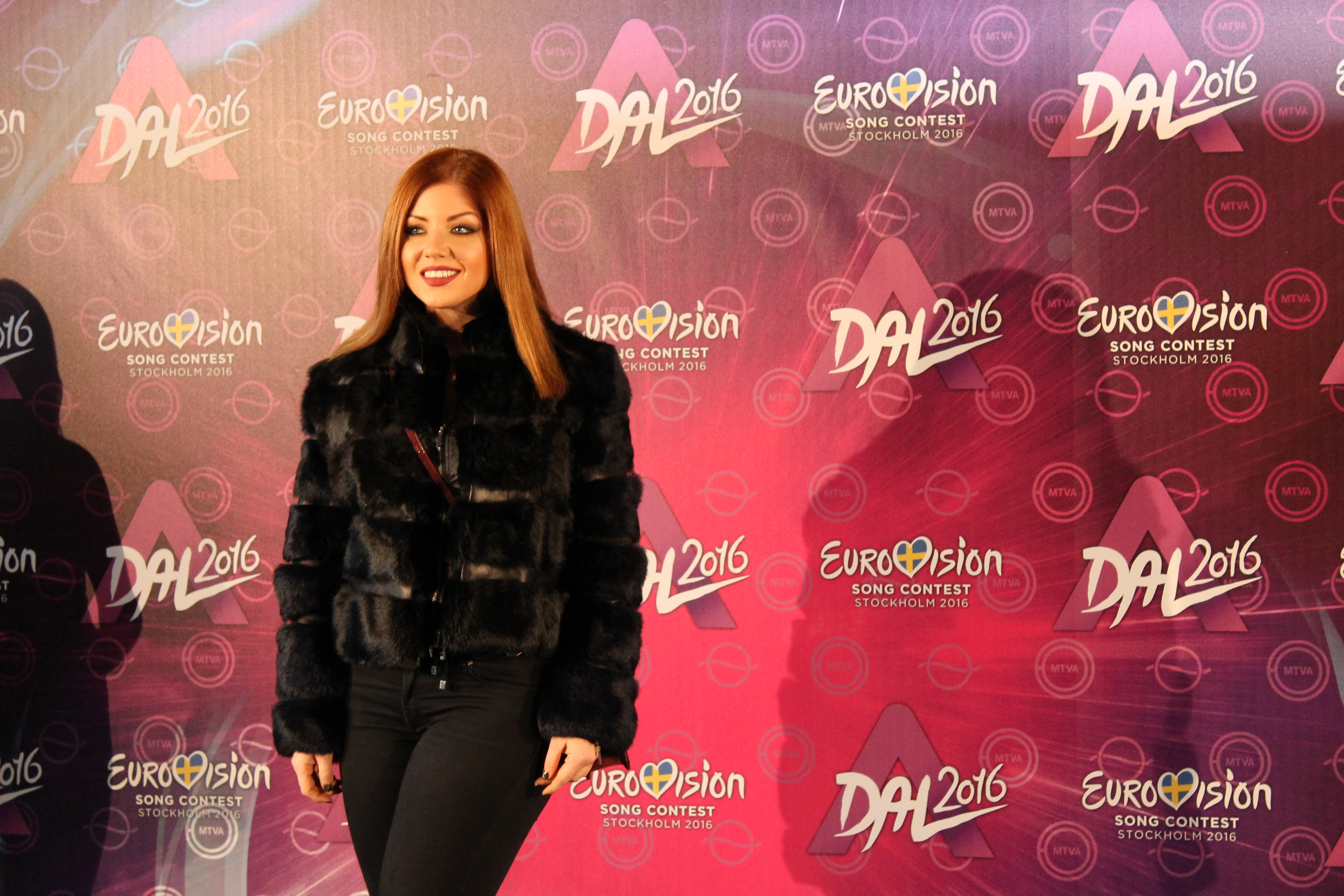
Tolvai Reni
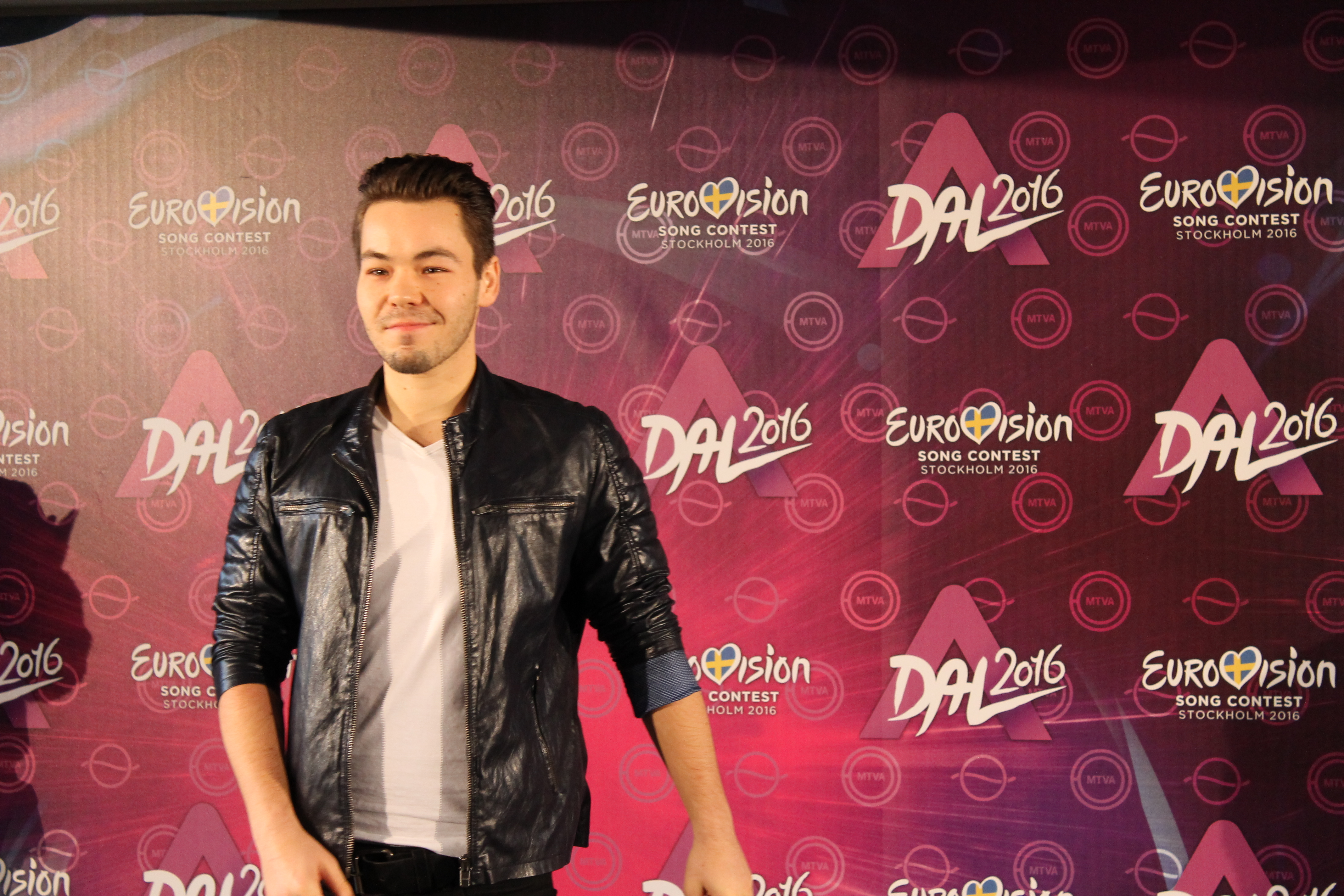
C.E.T.

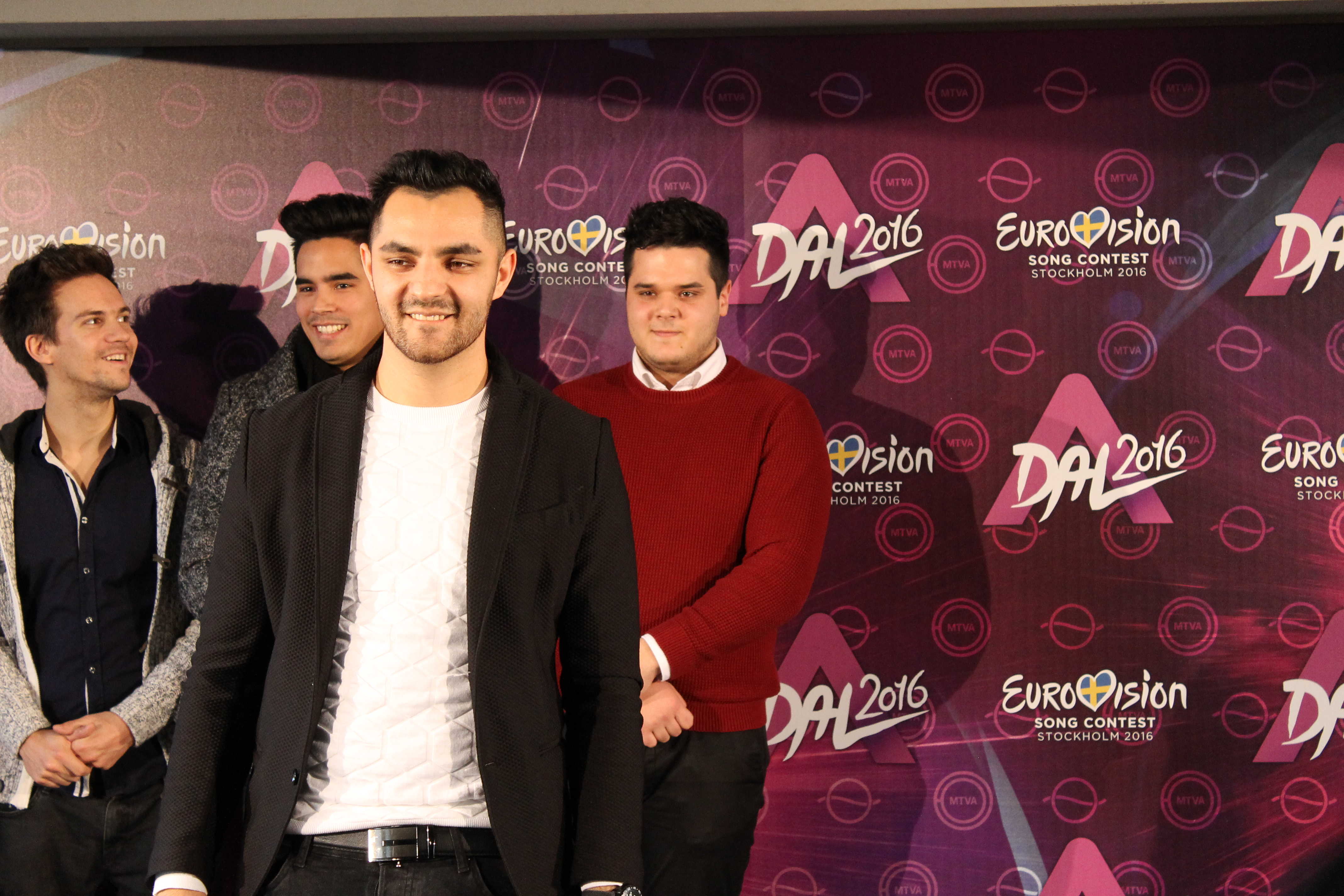
Oláh Gergő
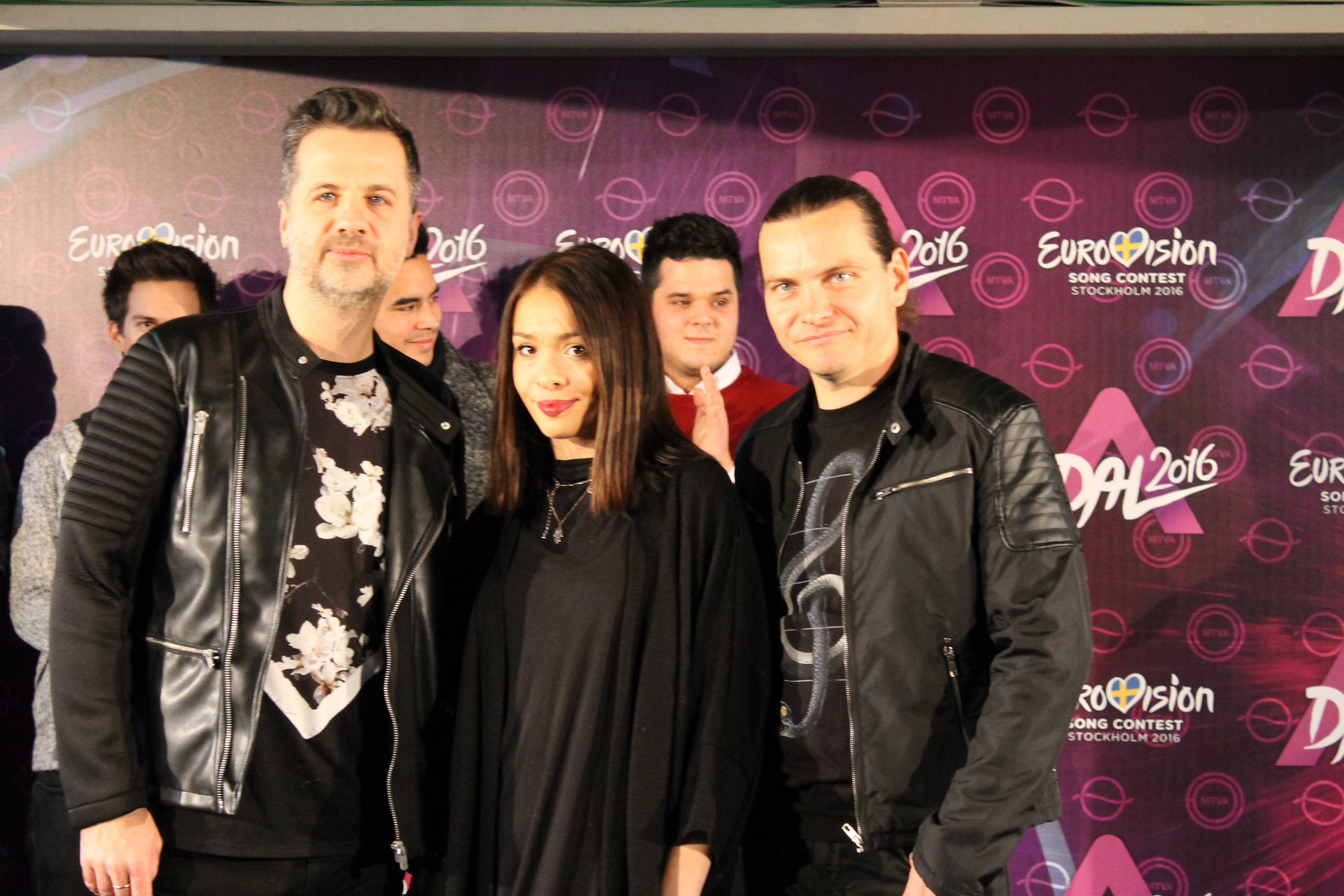
Karmapolis és Szécsi Böbe
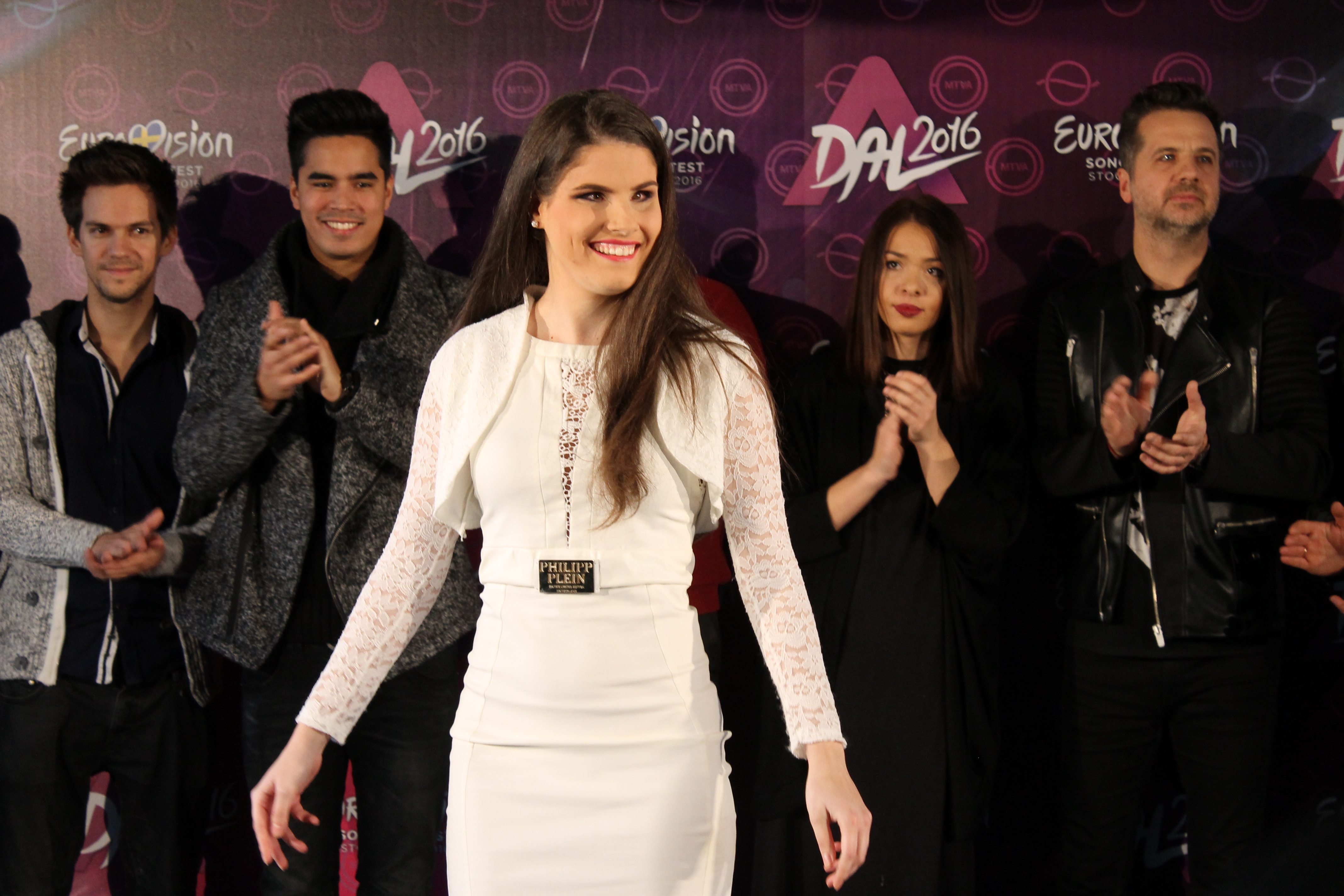
Agárdi Szilvia
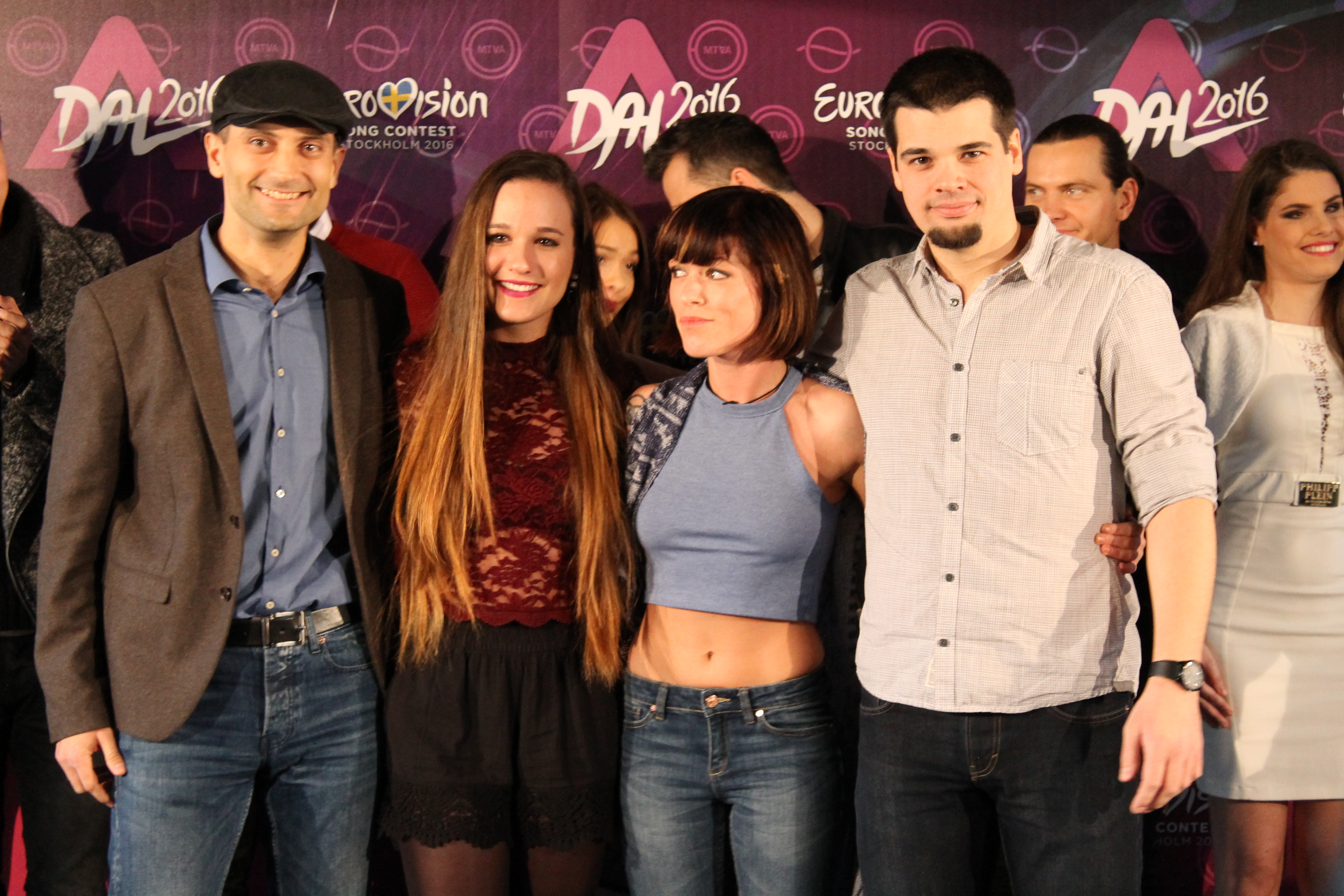
Egy Másik Zenekar
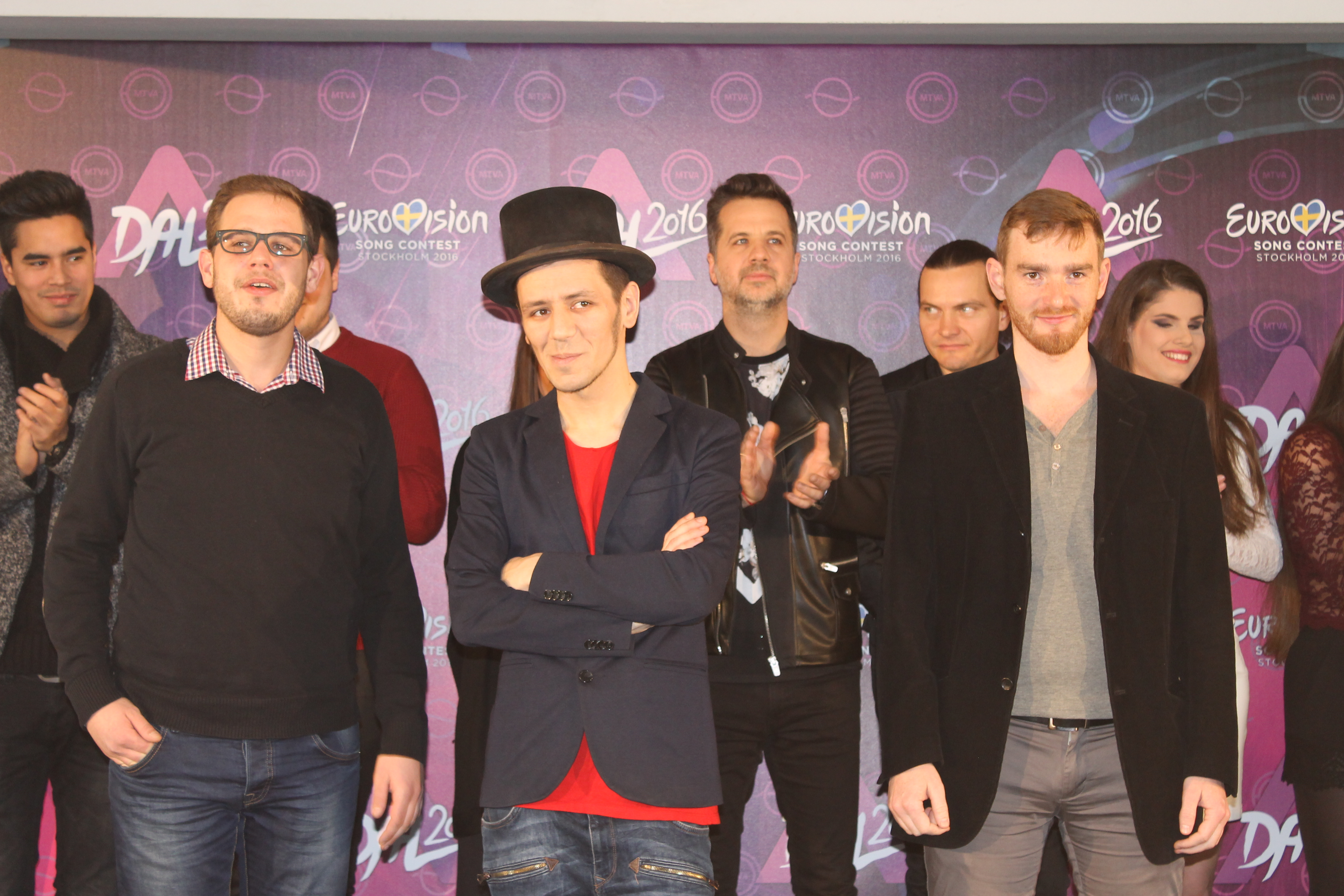
Maszkura és a tücsökraj
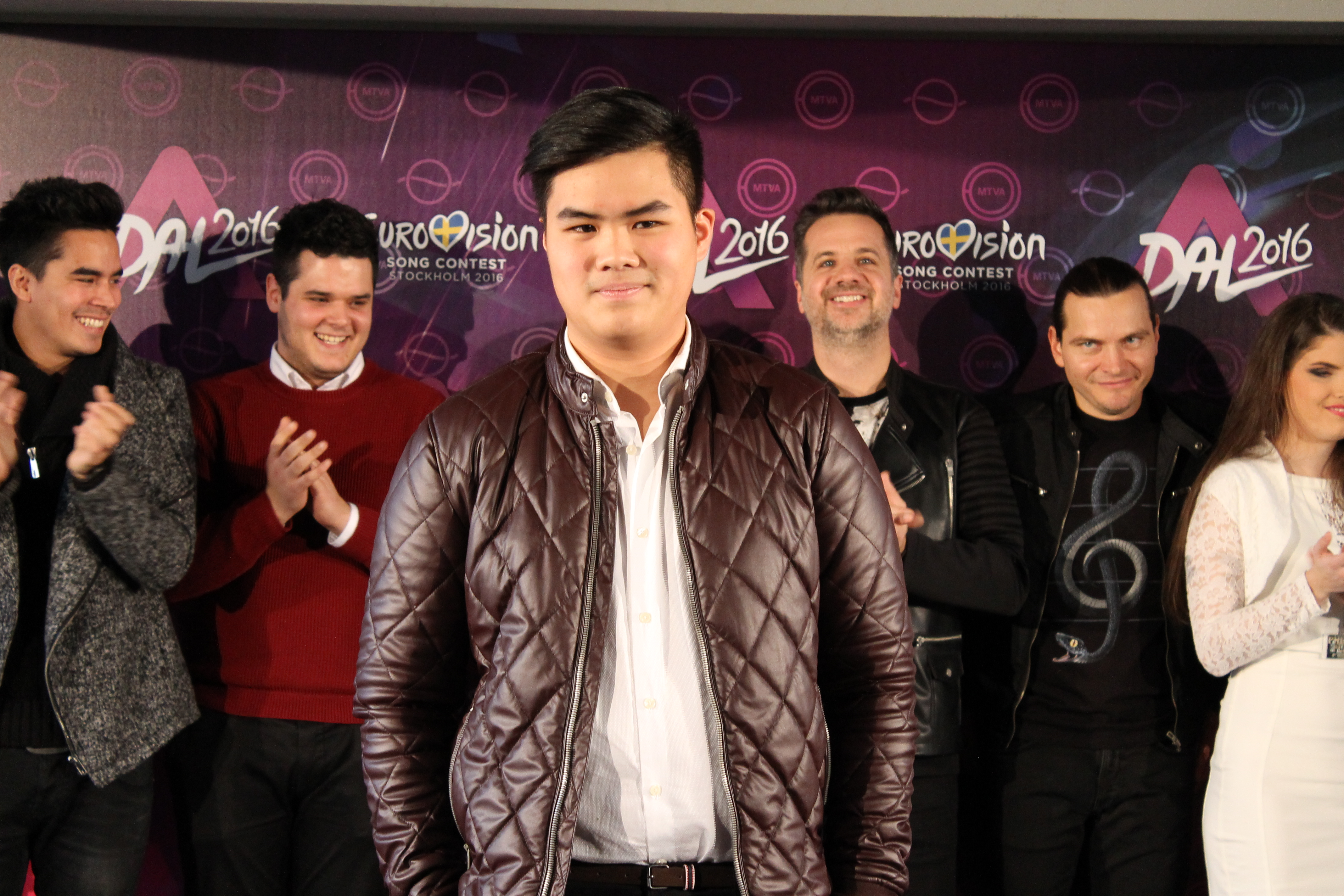
Benji

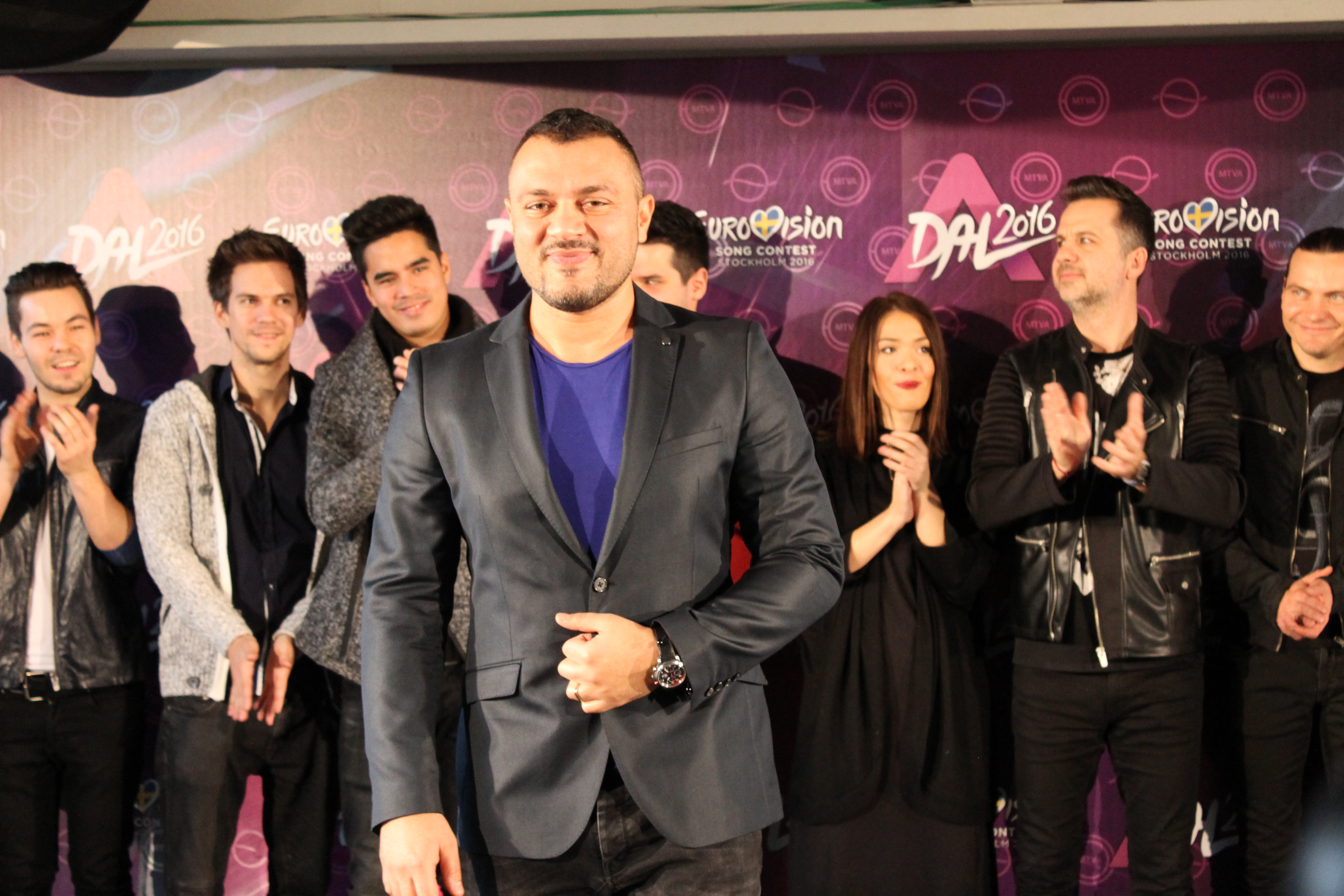
Gáspár Laci
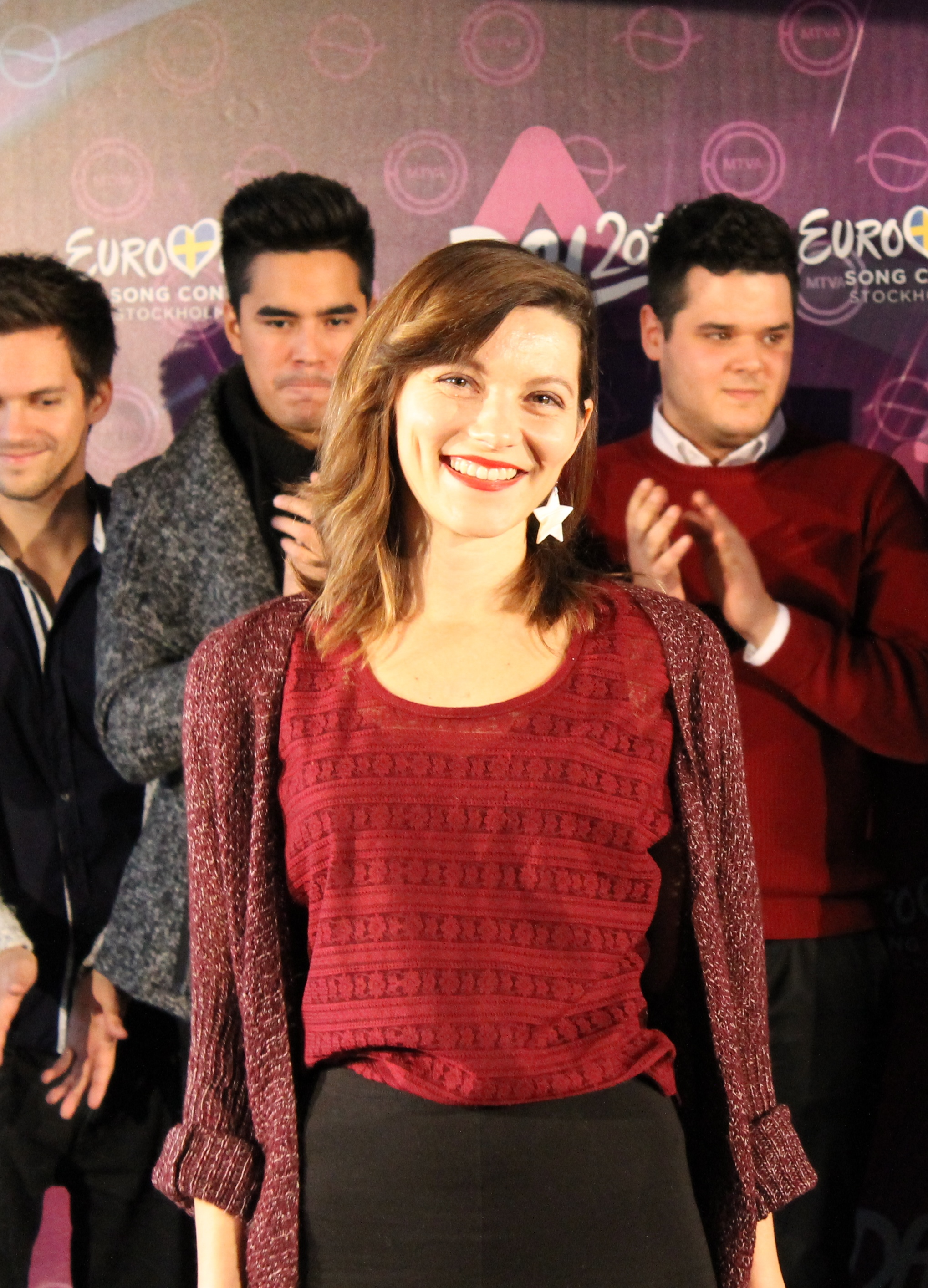
Ív
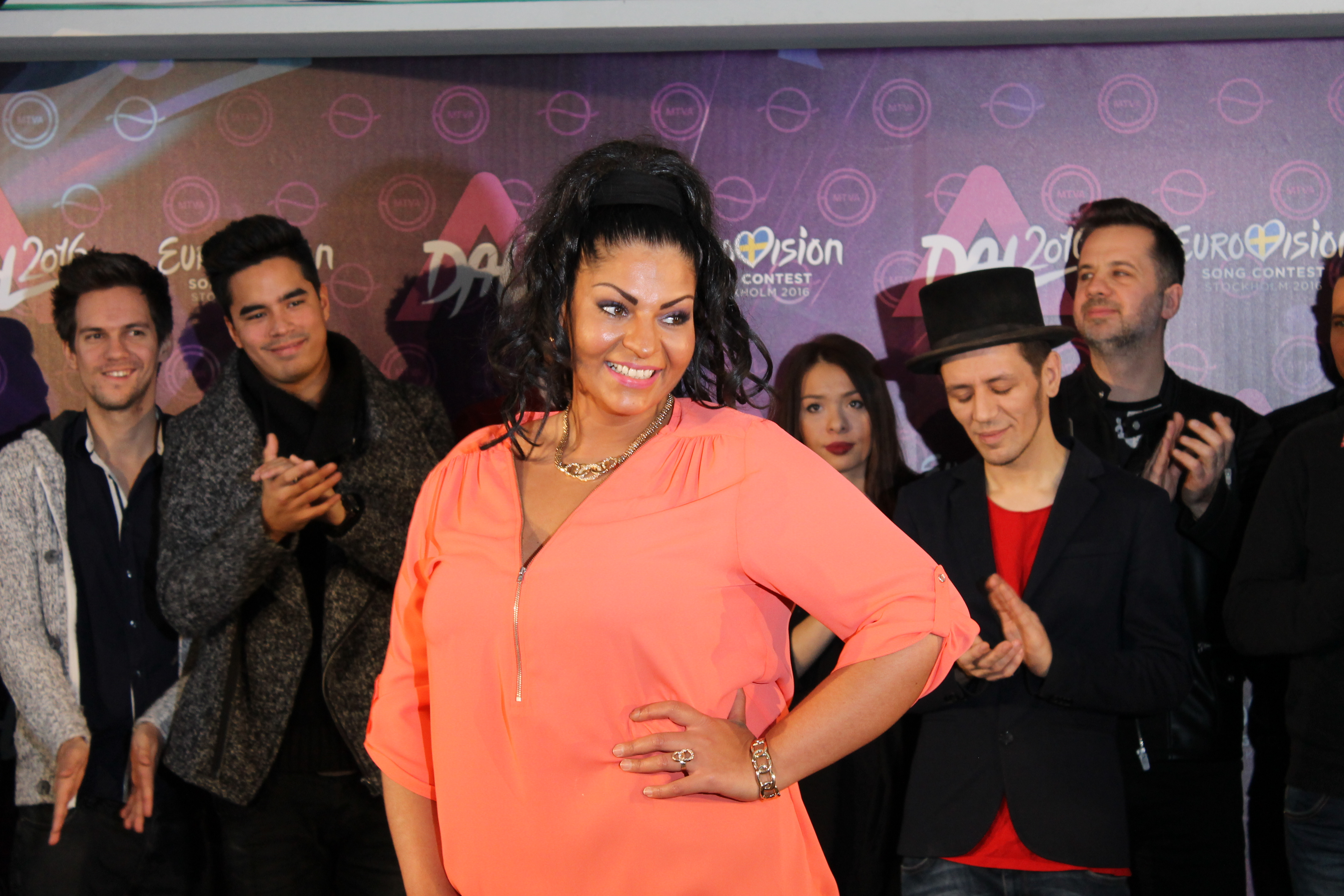
Mohamed Fatima
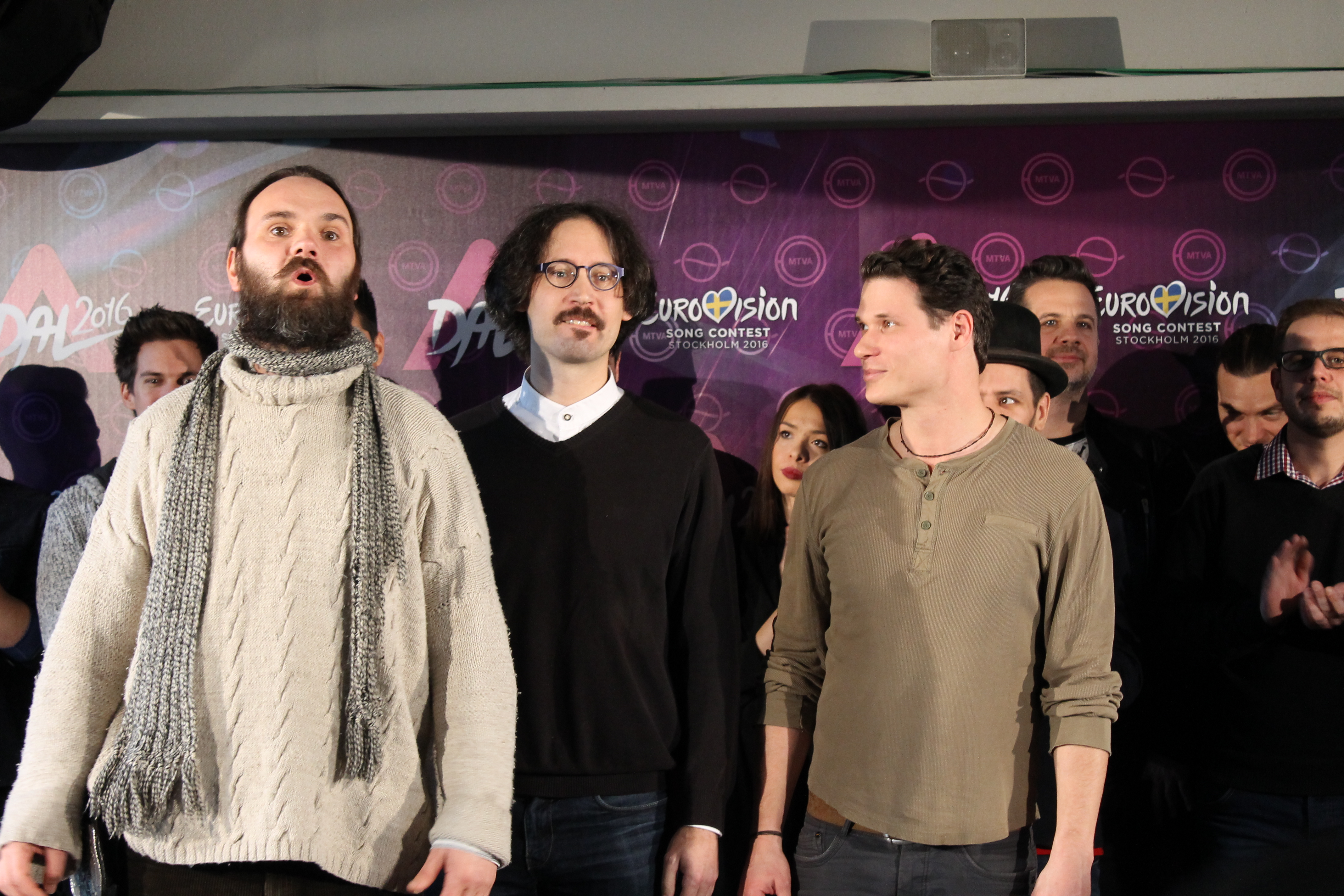
Misztrál
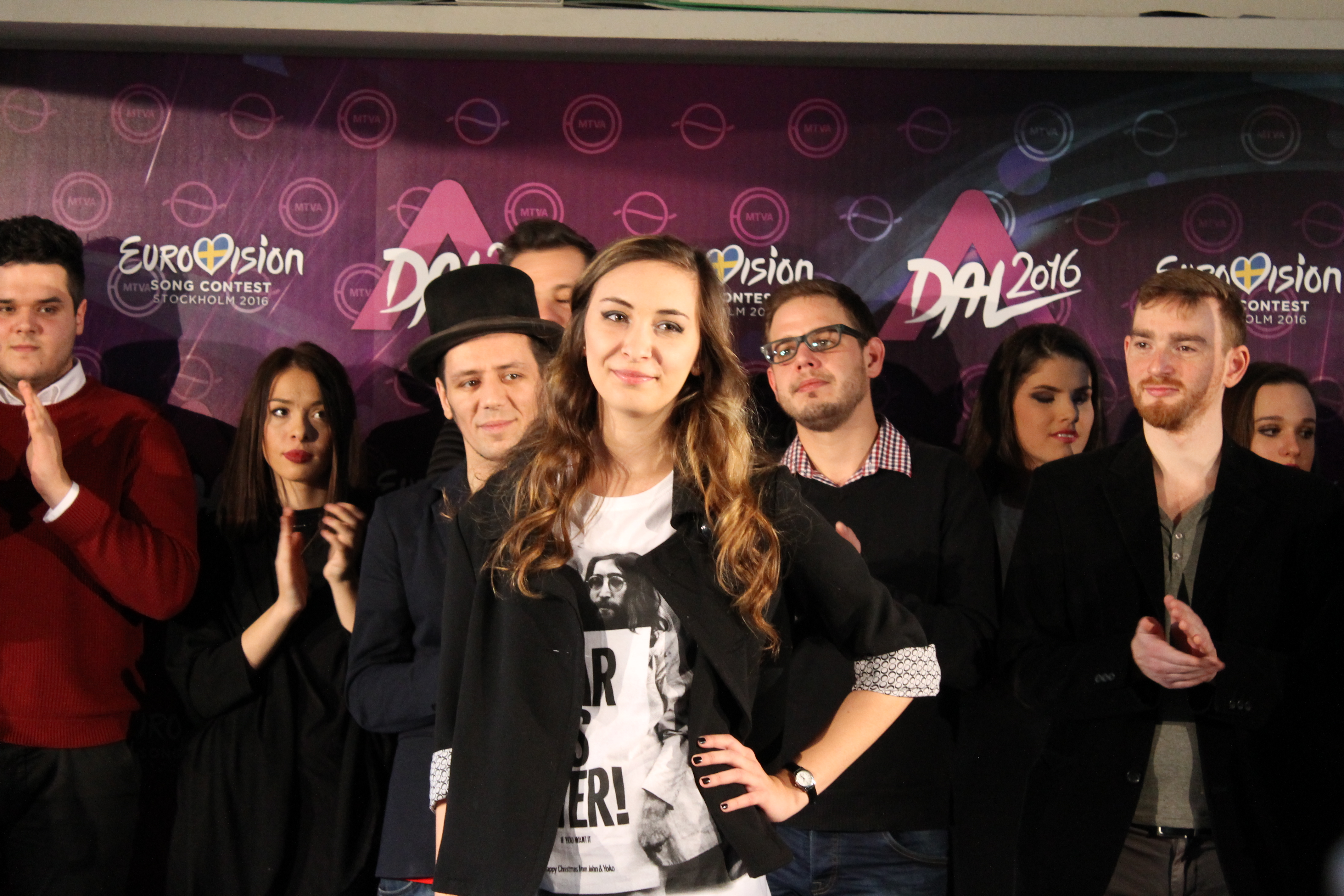
Veres-Kovács Petra
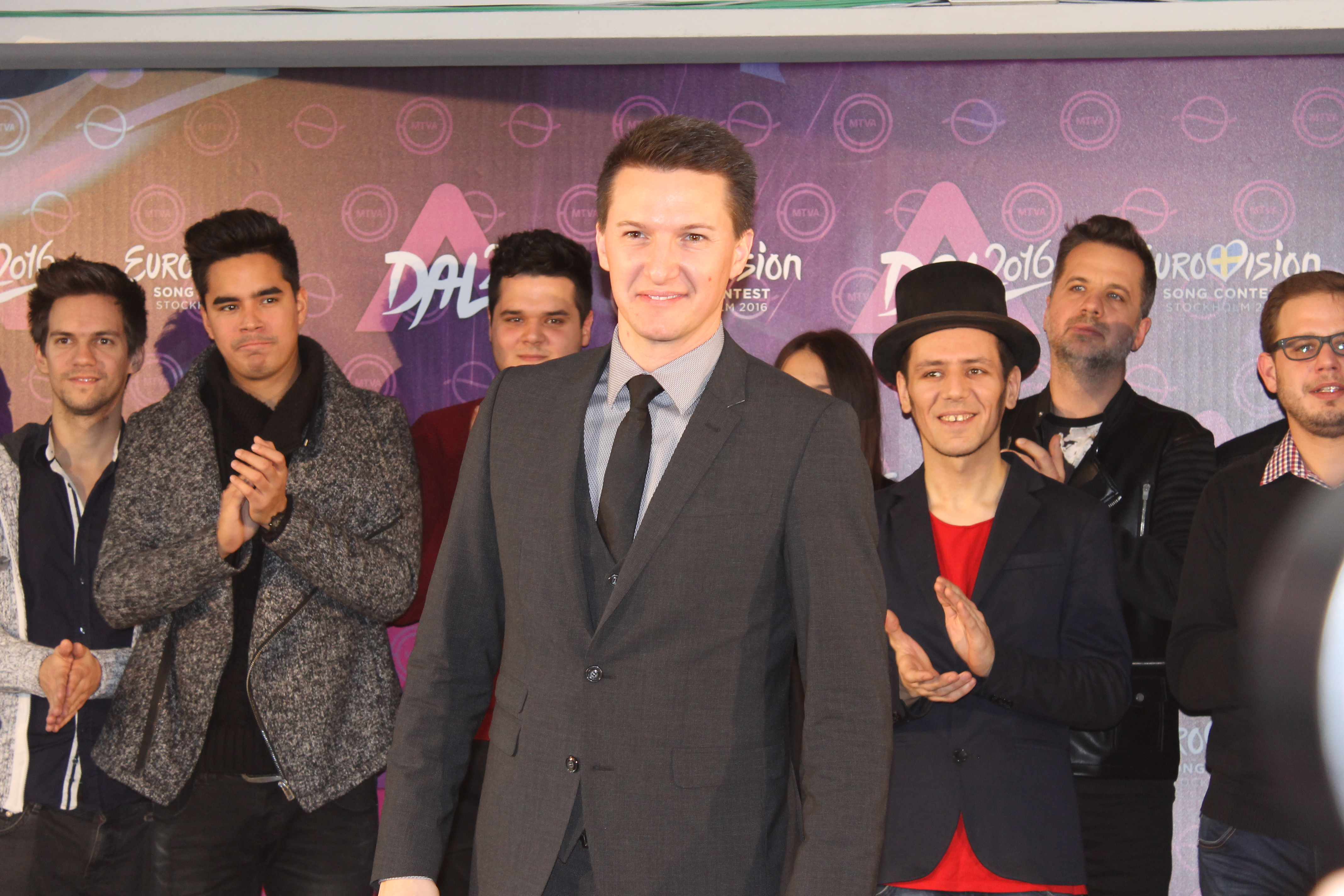
Gájer Bálint

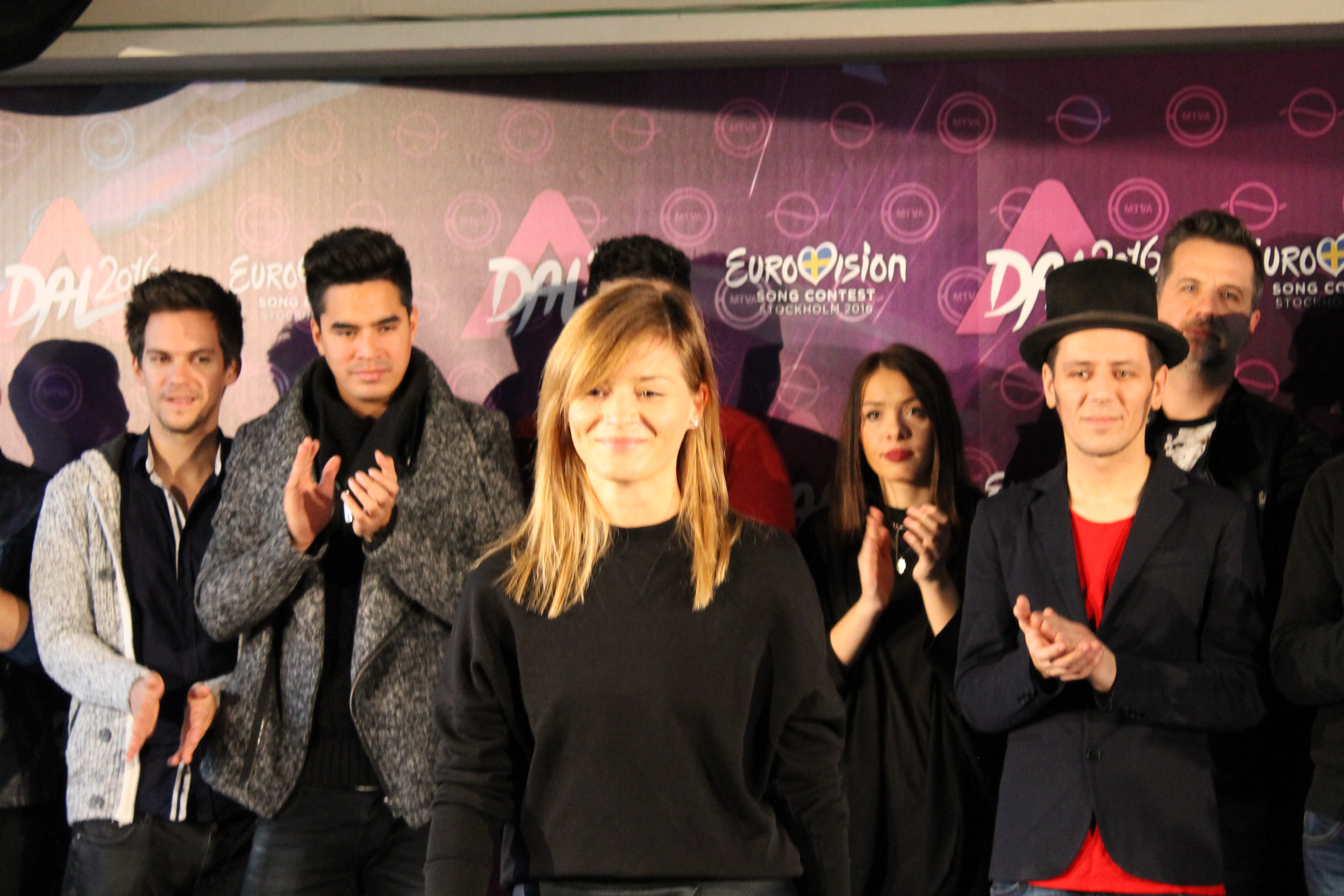
Odett
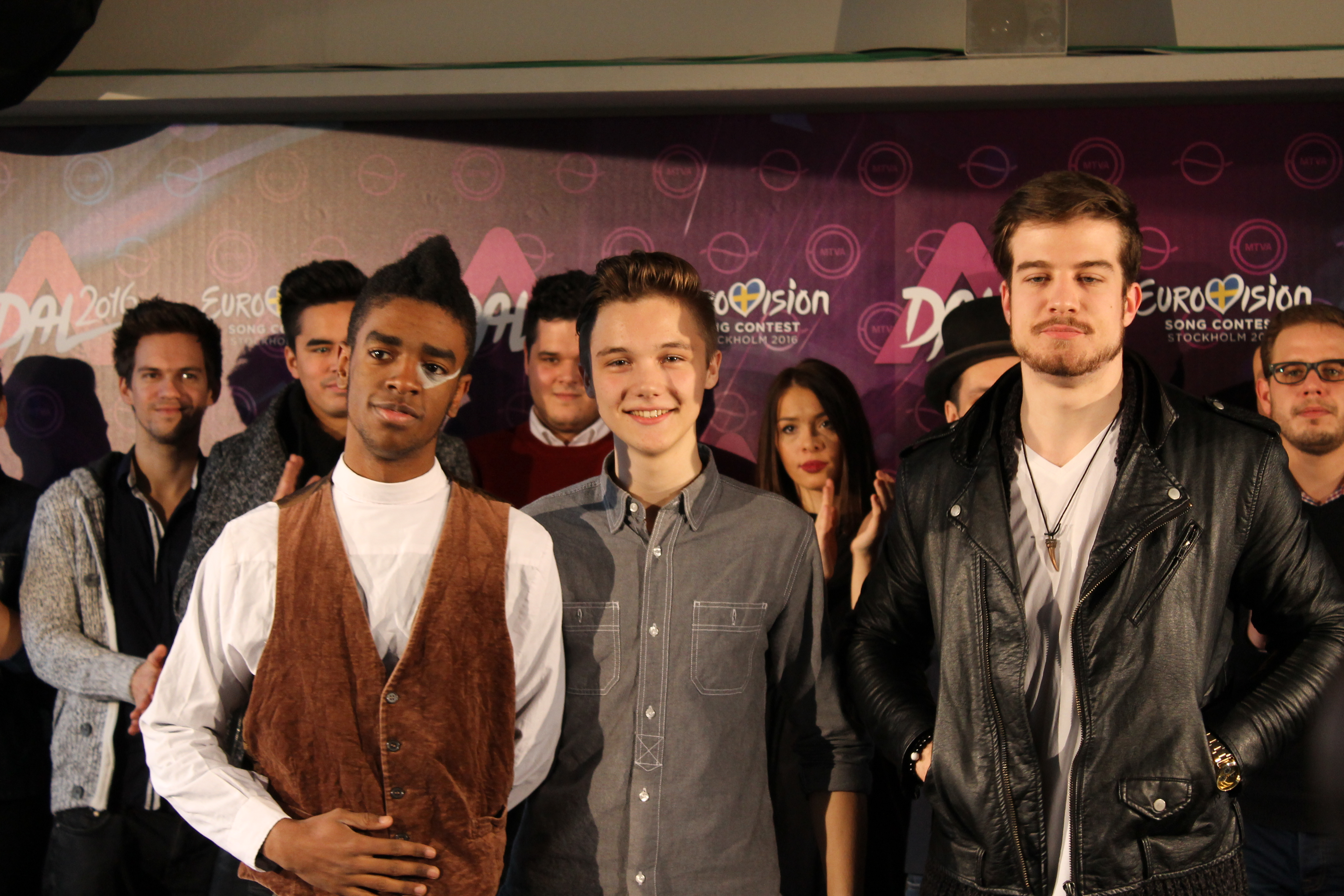
Mushu
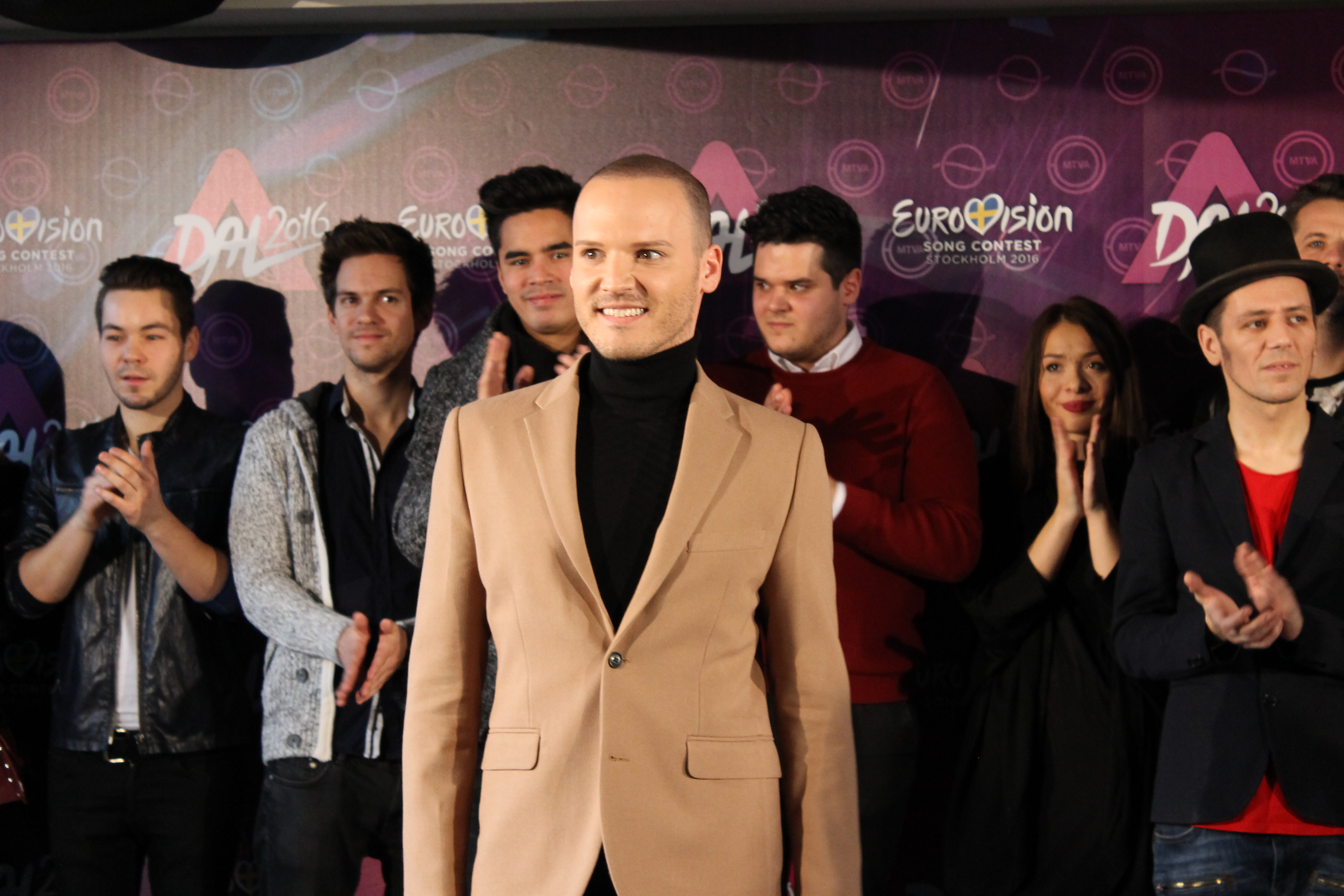
Vásáry André
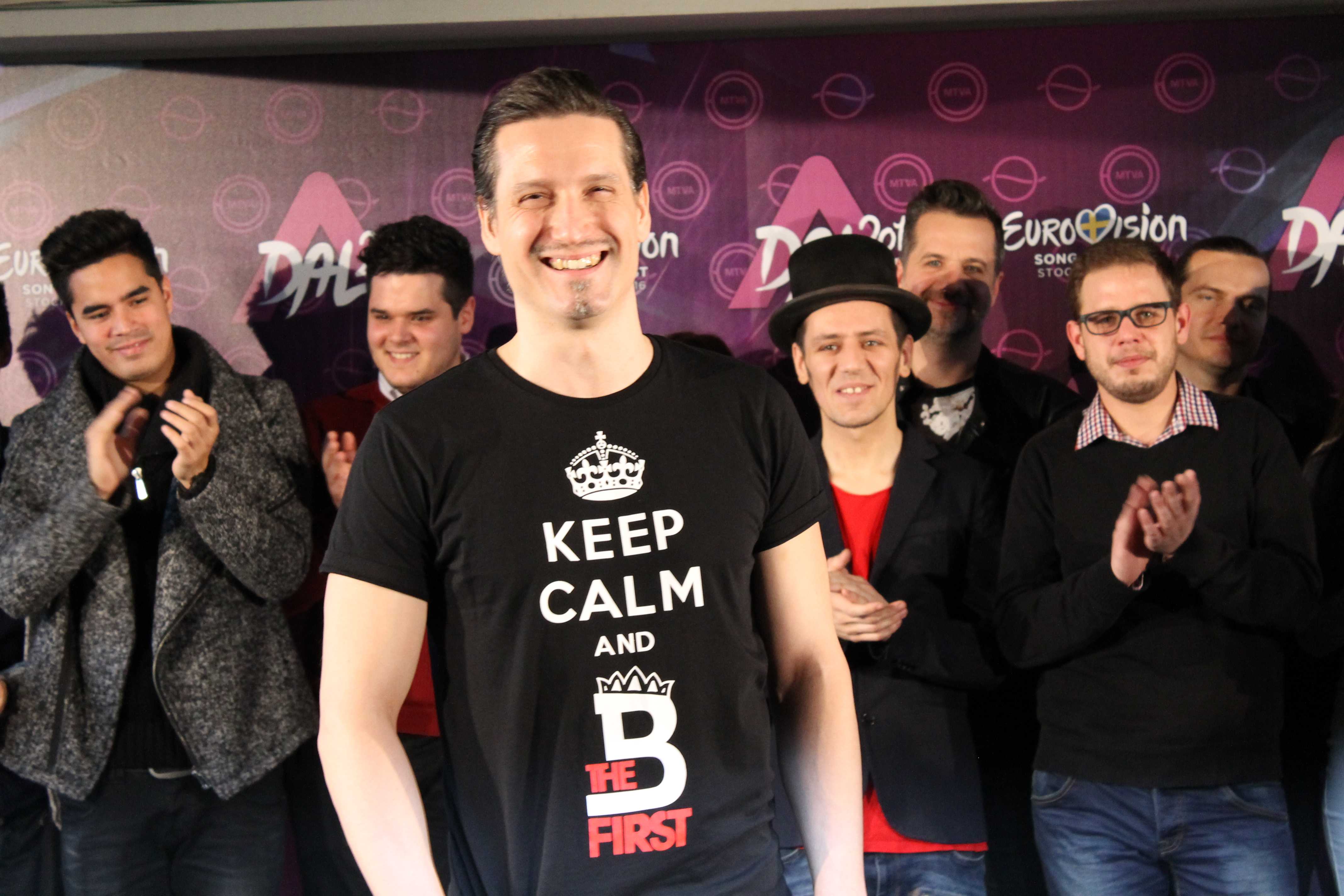
Pély Barna, a B the First zenekar frontembere
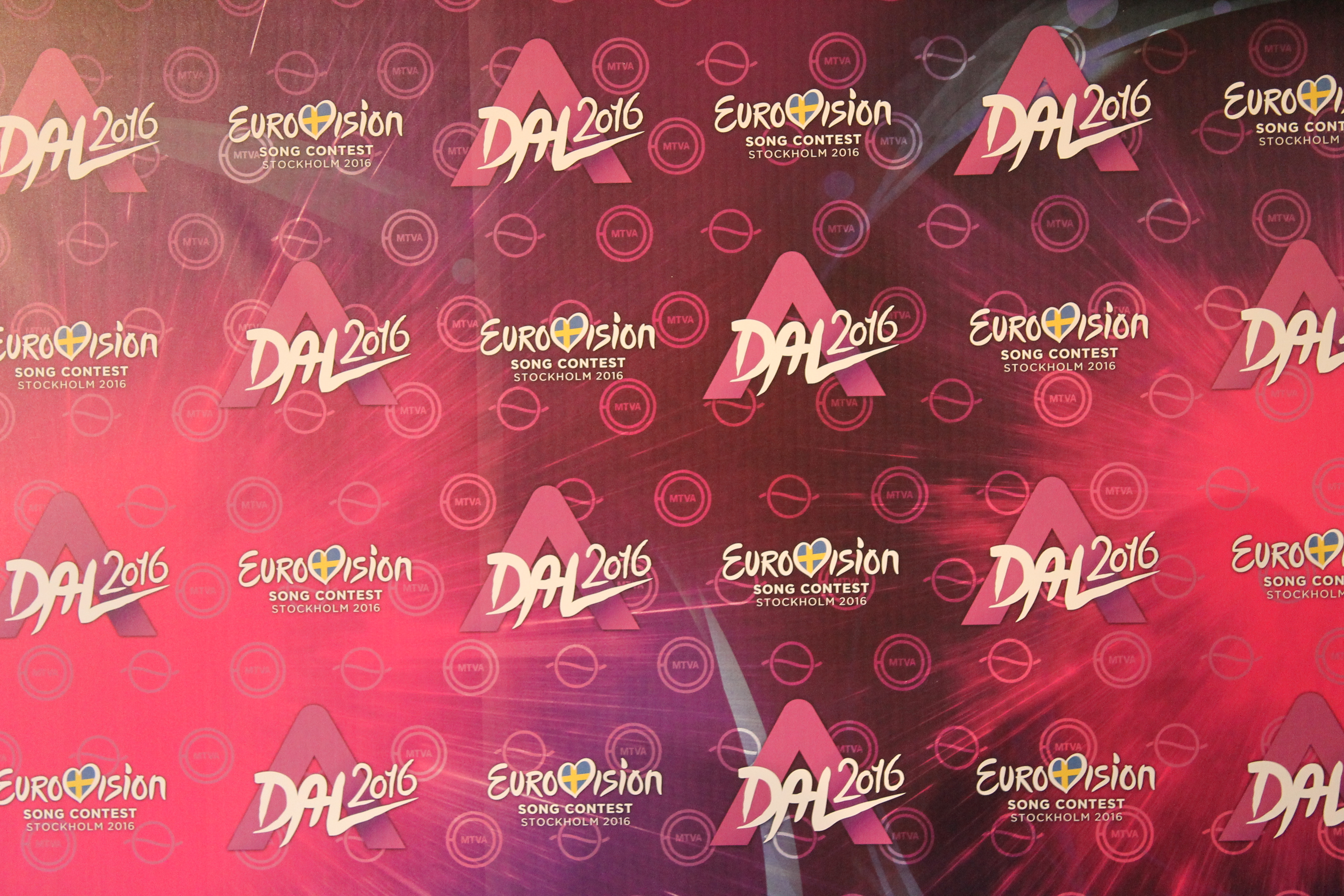
A Dal 2016 sajtótájékoztatójának molinója 2015. december 15-én, az A38 Hajón